# 鈴木Swift
鈴木Swift（日语：スズキ・スイフト）乃是日本鈴木公司自2000年起開發製造的次緊湊型掀背車。在此之前，該公司也曾將「鈴木Swift」使用在鈴木Cultus的外銷版，但兩者並非系出同門。該車系在中國的官方名稱為鈴木雨燕（第二代國產版）或鈴木速翼特（第四代進口版），由印度馬魯蒂鈴木公司生產、第二代以降的四門轎車車型則稱作鈴木Swift DZire。

## 歷史與概要

### 第一代（HT51S系 2000年–2006年）
2000年 - 1月24日日本本土發表第一代鈴木Swift，沿用鈴木Kei的車側飾板和車門，外型採取跨界休旅之走向，底盤平台則沿用鈴木Wagon R+（現改稱鈴木Solio）相同的平台。動力來源共分成1.3L直列四缸DOHC M13A型引擎（原廠車型代號HT51S）和1.5L直列四缸DOHC M15A型引擎（原廠車型代號HT81S）等二種。日本本地並不供應三門掀背車，外銷版則三門、五門皆提供，取名為鈴木Ignis。
2001年 - 1月金鈴汽車將該款車引進臺灣，僅有1.3L引擎配合四速自排的動力設定，但2WD、4WD同時引進；車身塗裝計有紅、黑、藍等三色。臺灣市場的銷售持續至2003年底為止，但業績並不出色。
2002年 - 日規版變更2DIN音響系統的頂端，且調整某些車型。同年6月6日日本市場推出「SF」特別仕樣車，具備全車空力套件、鋁圈等配備。
2003年 - 6月12日日規版進行小改款，進氣壩及輪圈蓋更新設計，內裝亦隨之變化。前一年的「SF」車型取代「SG」，並新增含有電動摺疊後視鏡、立體聲音響系統的頂級「SG-X」車型。此外，日本警察單位（特別是派出所、駐在所）開始大量導入此車款作為巡邏警車之用，理由是停車空間小、省油。同年位於匈牙利的馬札爾鈴木公司開始供應速霸陸G3X Justy給歐洲市場，而且僅有全時4WD的設定，販售至2007年為止。歐規版也在同年小改款，車室及行李廂空間增大，車長亦延長145mm。1.3L動力之車型採用前輪驅動、五速手排的設定，1.5L動力則除此之外，另可選擇四速自排變速箱或四輪驅動。2005年起，由飛雅特汽車供應的1.3L直列四缸DOHC DDiS型柴油引擎可在歐洲部份國家買到。

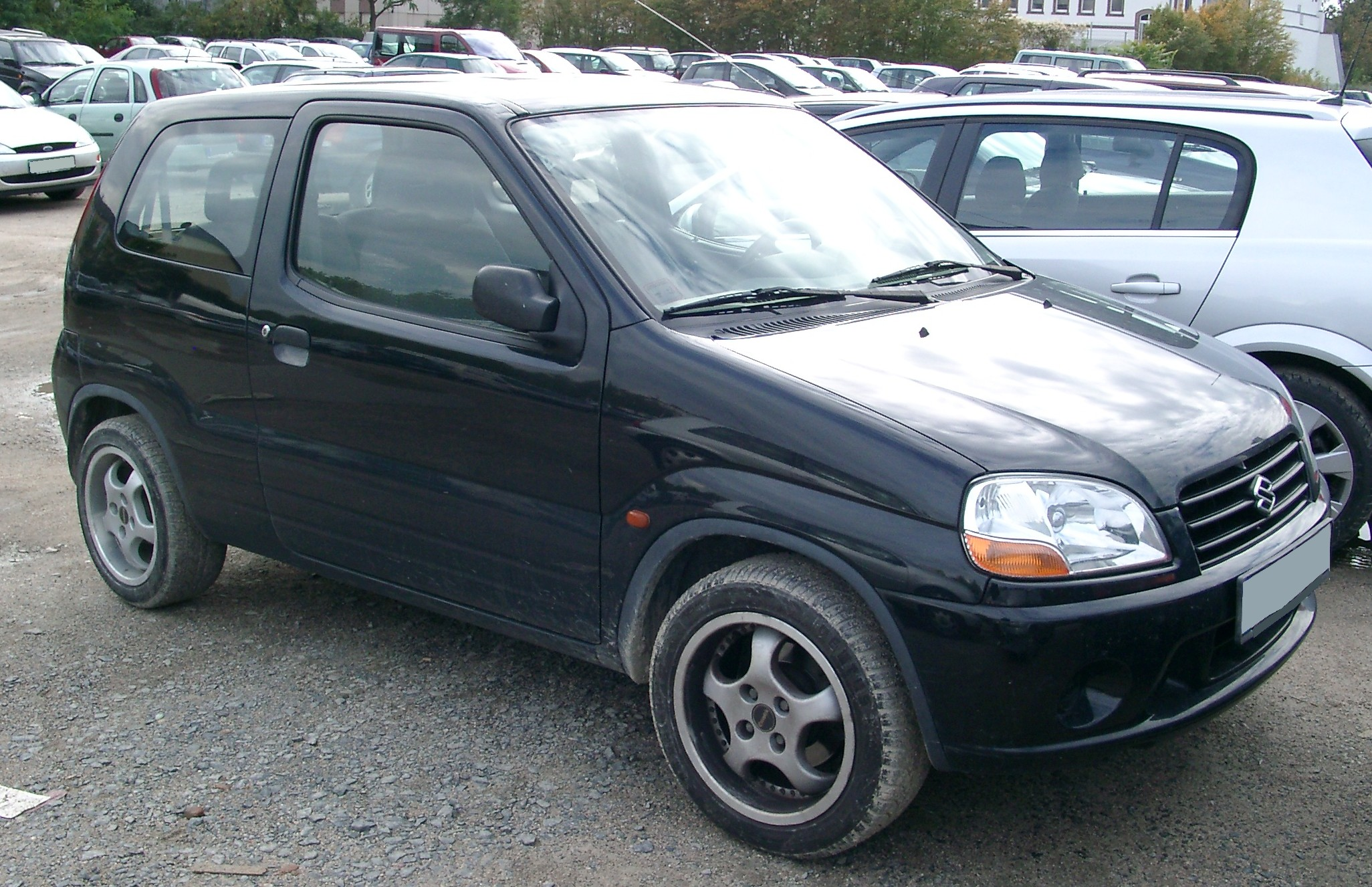
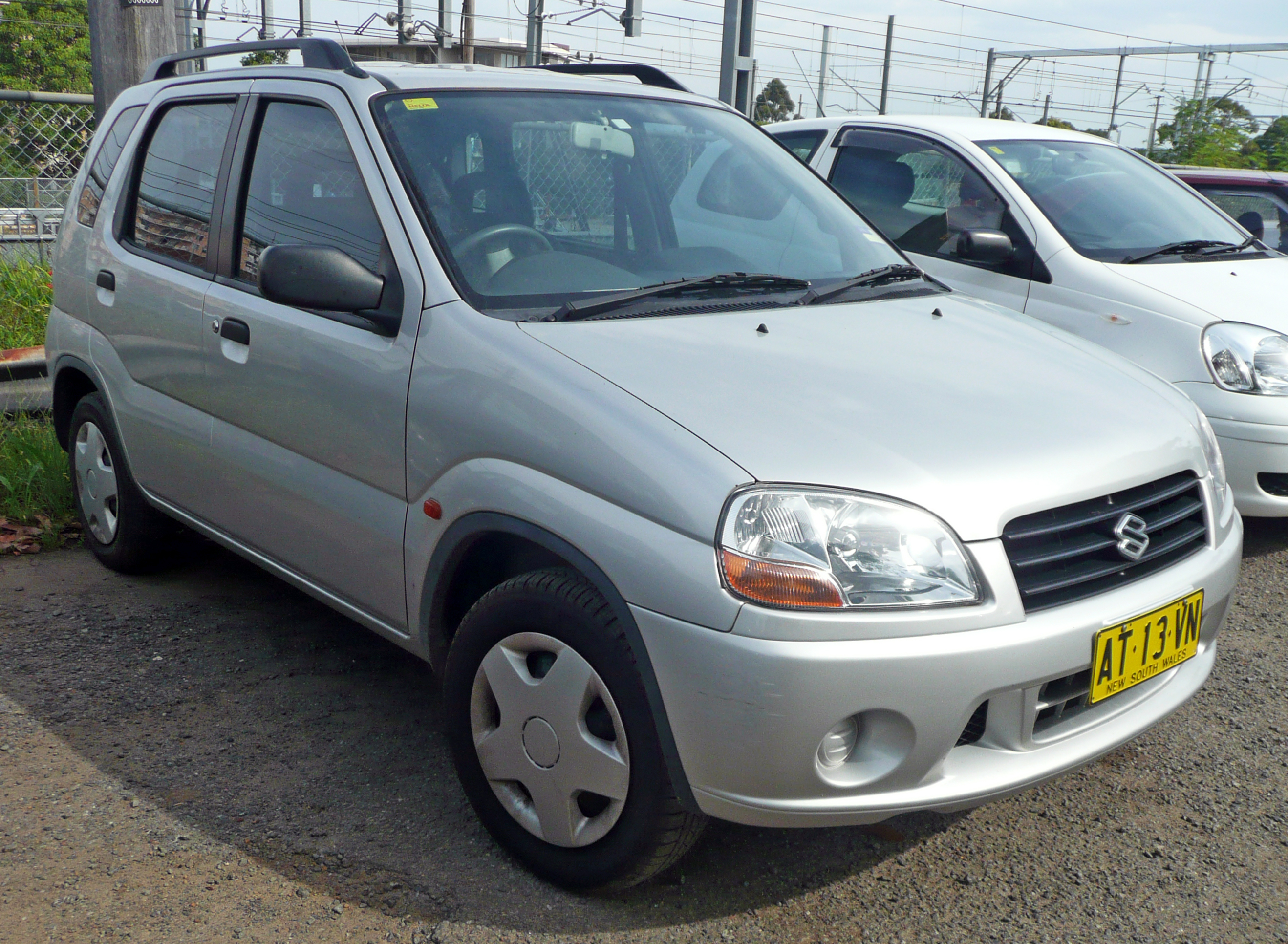
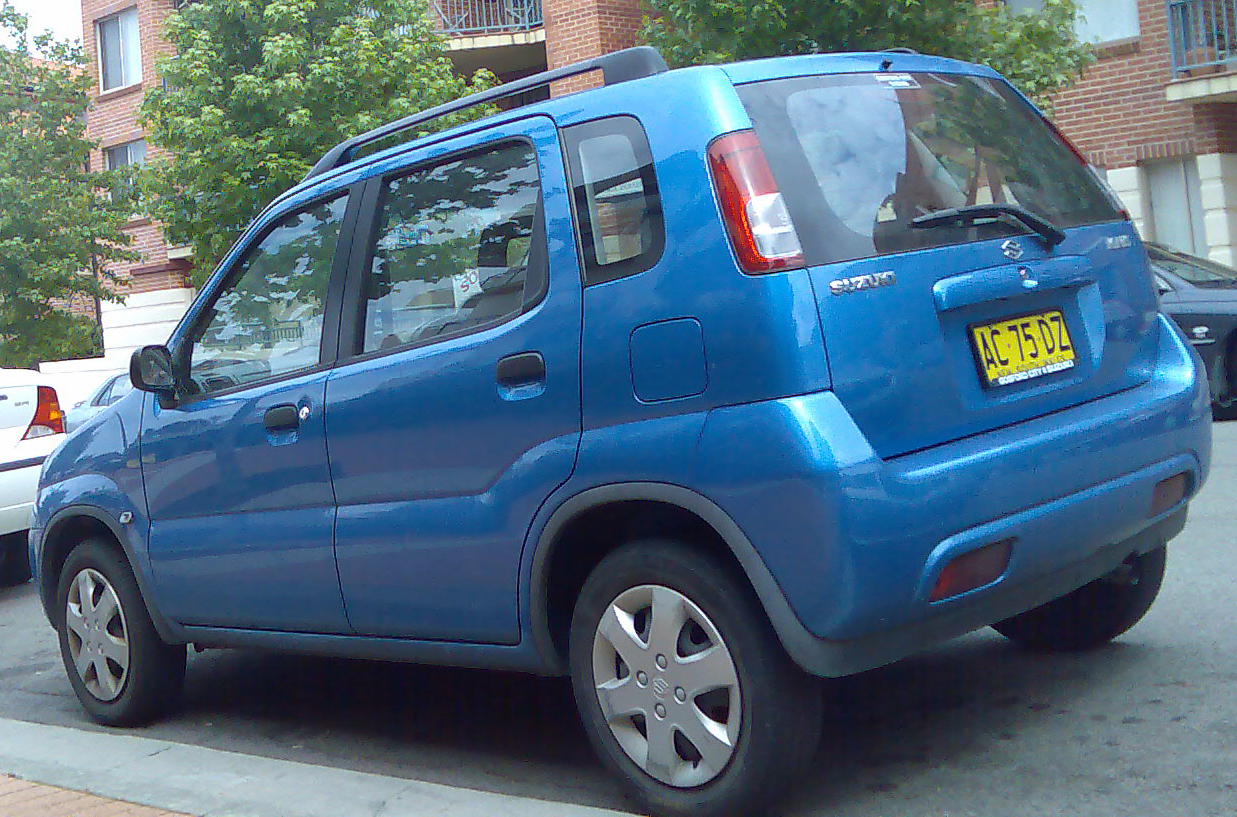
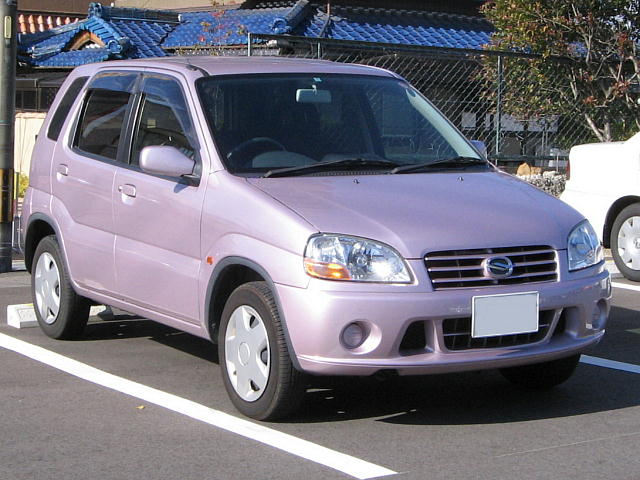
日規版車頭
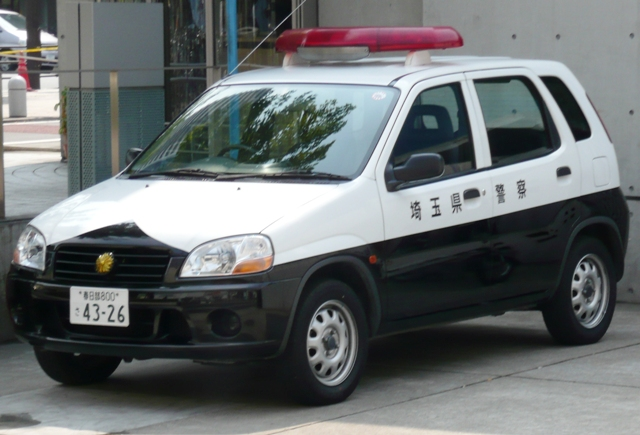
埼玉縣警車
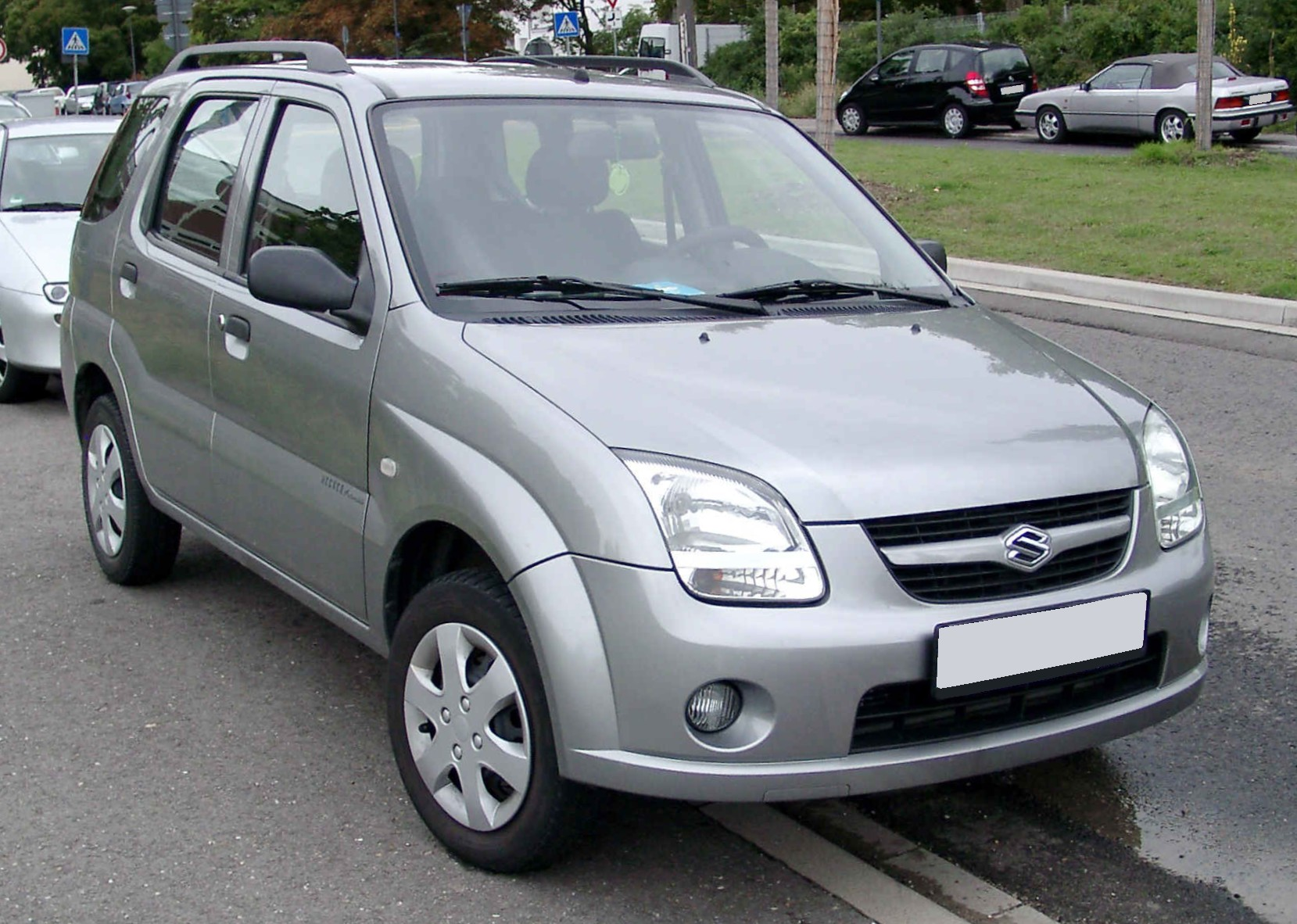
歐規版小改款車頭
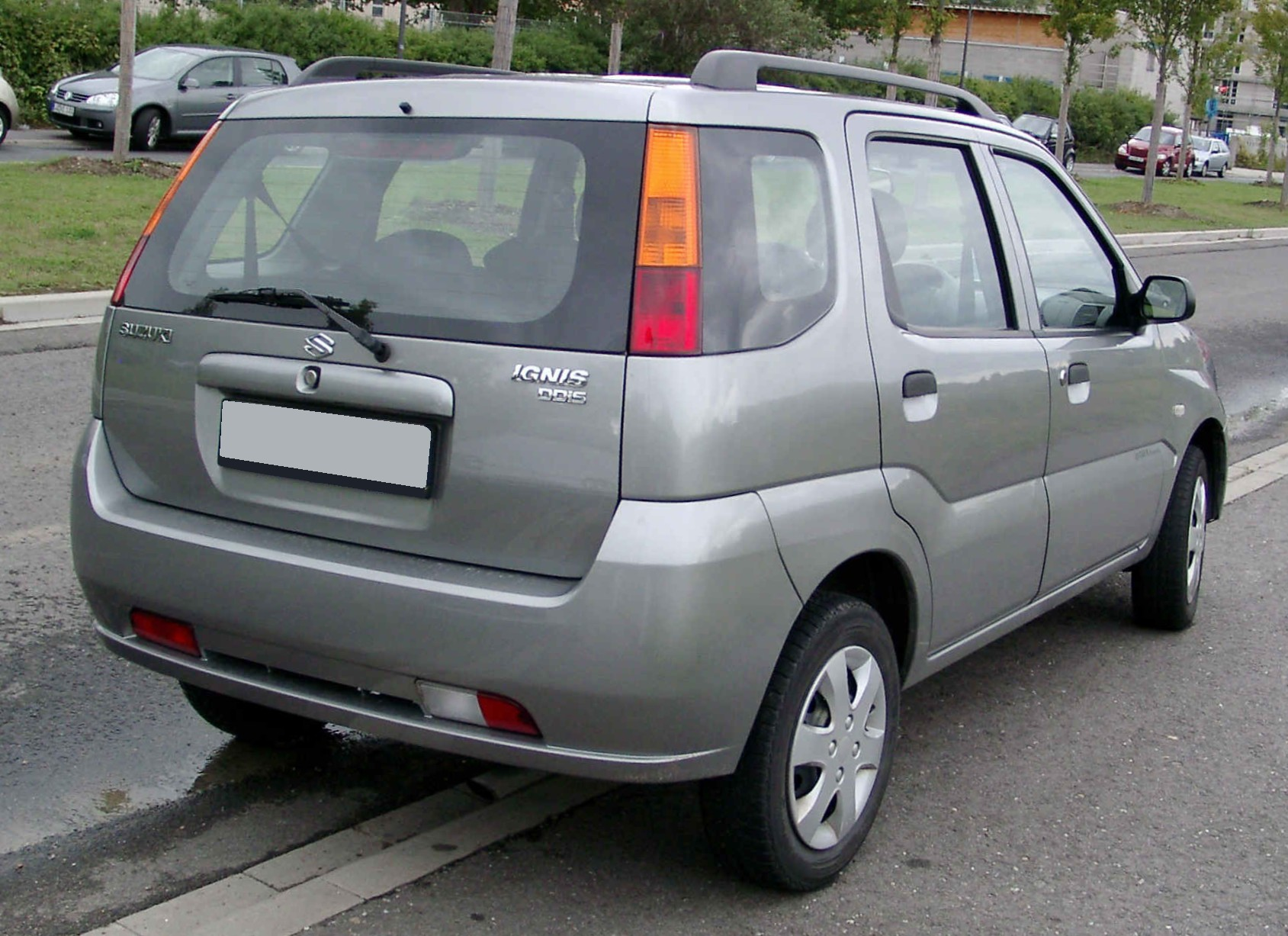
歐規版小改款車尾

#### Sport車型HT81S系
2003年 - 6月12日原廠推出「Sport」車型，乃以三門車型添加許多運動化配備：重新調校的1.5L直列四缸DOHC M15A型引擎，最大馬力達115ps / 6,400rpm（但是外銷版稍微調降至110ps）、扭力峰值14.6kg·m / 4,100rpm。懸吊系統降低車身並更為硬朗，變速箱齒輪比更為綿密，且排氣系統重新設定。內裝方面含有Recaro賽車座椅、白色時速表、類碳纖維飾板、金屬踏板等，車身塗裝限定紅、藍、黃、銀、黑等五色。此車款自靜止加速至時速100公里耗時8.9秒，極速達每小時185公里。

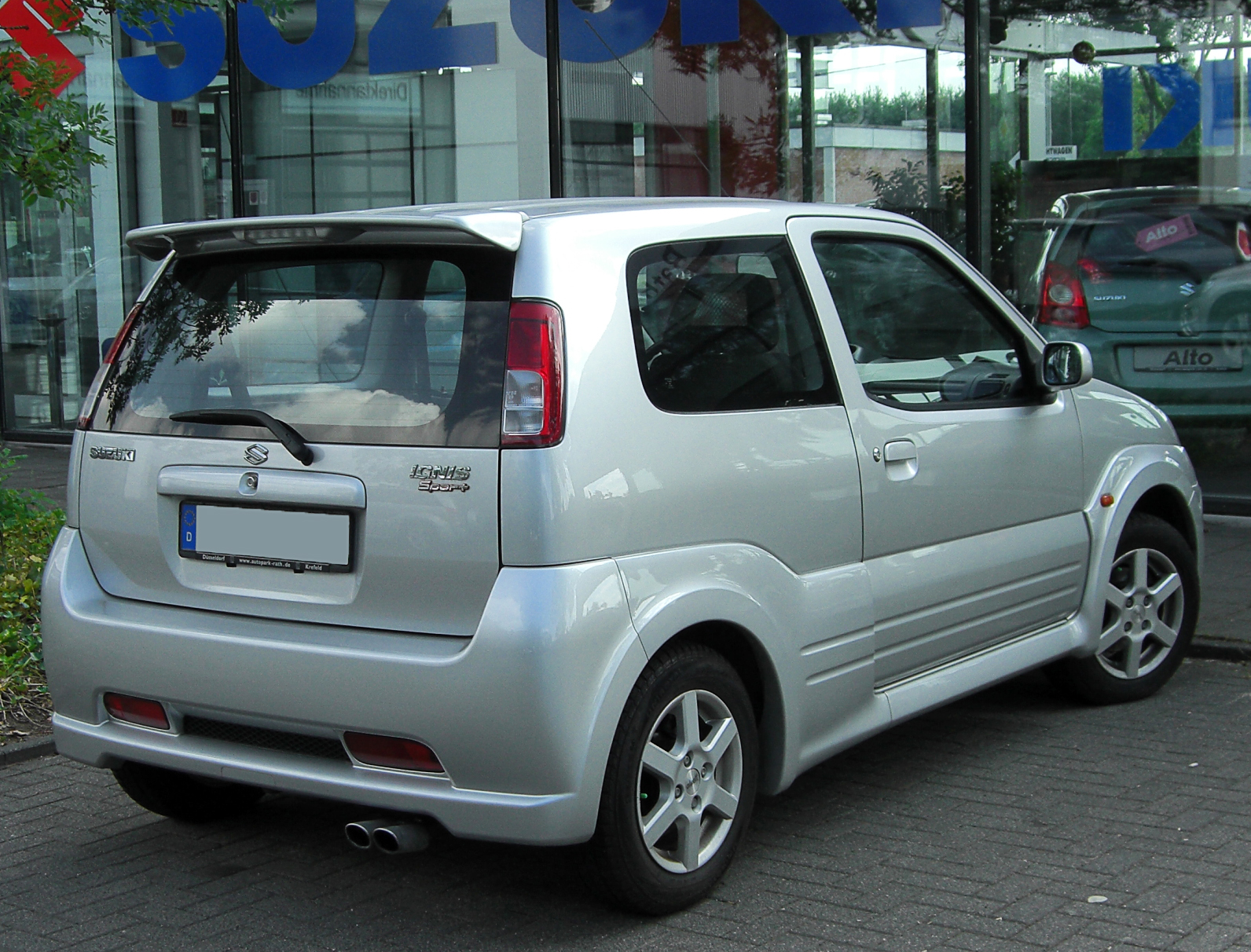
歐規Sport版車尾
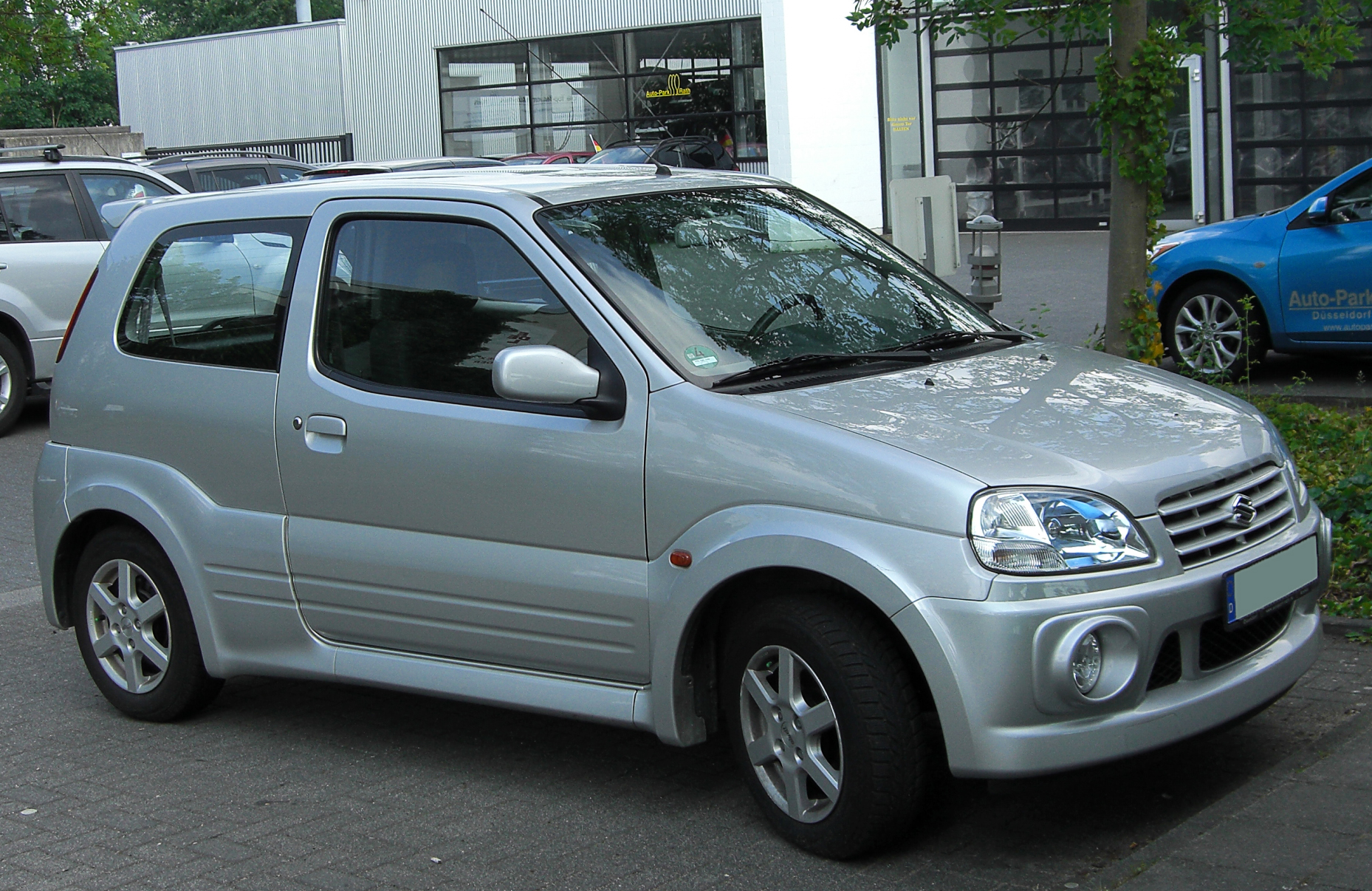
歐規Sport版車頭

### 第二代（ZC11S/ZD11S/ZC21S/ZD21S/ZC71S系 2004年–2010年）
2004年 - 9月24日開幕的巴黎車展上，鈴木公司發表全新的第二代Swift，這輛車即為2002年巴黎車展所展出的概念車Concept S及2003年法蘭克福車展所展出之Concept S2的最終市售版。身為世界戰略車，原廠刻意強調此車具有低價位及高性能的優勢。動力來源分成兩種設定：1.3L直列四缸DOHC M13A型和1.5L直列四缸DOHC M15A型引擎。後懸吊系統則改採該車廠首度使用的扭樑式後懸吊系統，採用避震器與簧圈分離加上扭力樑的設計，前懸吊則採用麥花臣支柱式附防傾桿組合。由於強調運動性能，變速箱以五速手排變速箱為大宗，但亦少不了四速自排變速箱。
歐洲市場由原廠匈牙利工廠馬札爾鈴木公司供應，除原有1.3L、1.5L引擎之外，另針對歐洲消費者的習性添加一具由飛雅特汽車奧援的1.3L直列四缸DOHC DDiS型柴油引擎，搭配五速手動排檔或四速自動排檔變速系統。EuroNCAP（European New Car Assessment Programme）在2005年針對第二代Swift進行撞擊測試，其中對成人乘員的保護性皆給予四顆星的評價（滿分五顆星）。
2005年 - 5月27日中國長安鈴木公司宣佈正式投產「鈴木雨燕」；9月15日由臺灣太子汽車國產化的Swift正式發表，共有六種車色：黑、白、銀、藍、綠、灰。入門級含有ABS防鎖死煞車系統、EBD電子制動力分配系統、BAS煞車輔助系統、雙前座SRS安全氣囊、單片CD音響附播放MP3功能、光感應頭燈等，頂級型則多出恆溫空調、中央資訊顯示幕、真皮方向盤附音響控制鍵、高音喇叭、Keyless免鑰匙系統、前霧燈以及車前雷達系統等配備。動力心臟為1.5L直列四缸DOHC M15A型引擎，搭配四速自排變速箱。
同年11月9日獲得第26屆日本年度風雲車最具樂趣獎（特別獎），同月15日則獲頒第15屆RJC年度風雲車年度國產風雲車之獎項。同年12月日規版進行改良（2型），新增頭燈組遠近可調功能、顯示平均燃費、後座頭枕及後照鏡改變形狀等。
2007年 - 5月24日日規版小改款（3型），將既有的1.3L引擎改換成1.2L直列四缸DOHC K12B型引擎，搭配CVT無段變速系統，油耗表現更為精進。外觀方面，前後保桿變更造型，且分別增加了35mm及25mm的長度。同年8月臺灣隨著小改款，雖仍維持1.5L引擎，改款重點擺在外觀：水箱罩下方的前氣壩導流片從原來的兩片改為三片，霧燈座跟著作相應的改變；取消葉子板的方向燈，改移至後視鏡。內裝方面新增兩個低音喇叭，音響面板改成銀黑色，另新設全車皮椅的GLX+車型。同年12月長安鈴木公司宣佈新增1.5L直列四缸DOHC M15A型引擎之動力選擇，以對抗其他競爭對手。
2008年 - 3月26日馬魯蒂鈴木公司在印度推出四門轎車版的馬魯蒂Swift DZire，車長達4,160mm，採米黃色絨布椅內裝。除了多出後行李廂外，其餘機械結構並無差異。動力心臟為1.3L直列四缸DOHC M13A型及1.3L直列四缸DOHC DDiS型柴油引擎，並將音響控制方向盤、恆溫空調、自動車門鎖、前雙座SRS安全氣囊、四輪ABS防鎖死煞車系統等列為標準配備。同年5月此款車於全球銷售量已經超越1百萬輛，創下該公司有史以來的記錄。
2009年 - 5月12日日規版進行小改良（4型），變更XG車型的座椅表皮，部份車型變更鋁圈樣式及音響按鍵。9月3日英國市場推出限量500部的「SZ-L」特仕車，除了四種特殊車色塗裝之外，新增恆溫空調、珍珠或金屬烤漆飾板、15吋鋁合金輪圈、電動收折後視鏡、側邊防護條、地墊、鍍鉻門把、水箱罩與尾管裝飾等裝備。
2010年 - 5月馬魯蒂鈴木公司宣佈以1.2L直列四缸DOHC K12B型引擎取代既有的1.3L引擎，以符合印度Bharat Stage IV環保法規的要求。此具1.2L引擎搭配傳統五速手排變速系統，其平均油耗更達到17.9km/L，比舊款1.3L車型每公升無鉛汽油多跑出約2公里的距離。6月原廠發表「Swift Range Extender」電動車，利用家庭用電源充飽電池後每日約可續航15公里；再利用0.66L直列三缸K6A型汽油引擎發電，充滿油箱後可續航1,115公里。可惜的是，這項計劃在2013年8月宣告中止凍結。同年10月15日原廠宣布在日本召回2007年5月到2009年9月間出廠的90,617輛Swift和其它車款，同時也在海外市場召回19.2萬輛同款車型。召回原因乃後視鏡的螺絲容易鬆動，行車過程中經過不斷的連續震動，在長久累積的情況下可能導致整座後視鏡無預期地滑落。

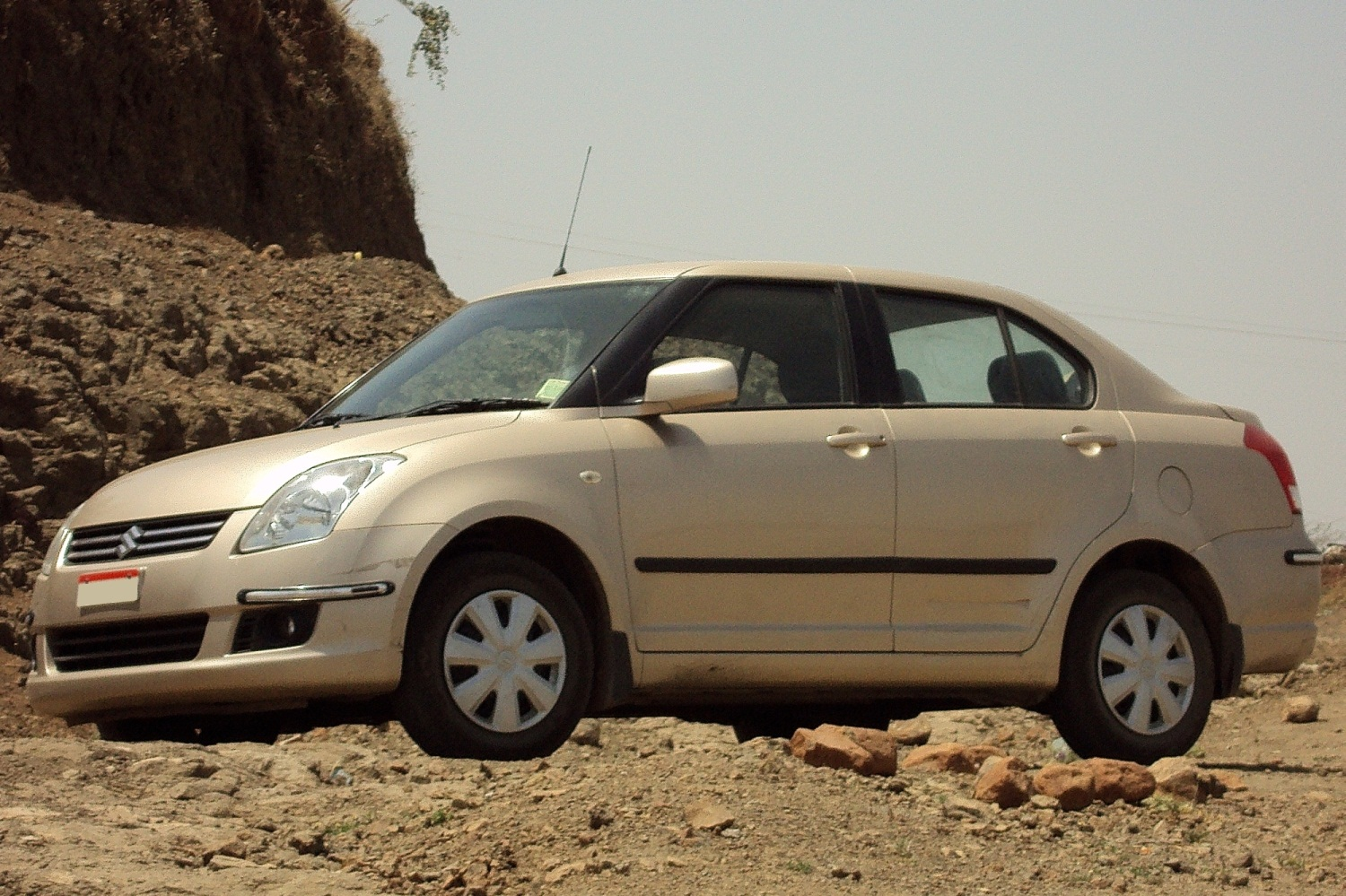
印度馬魯蒂Swift DZire四門轎車
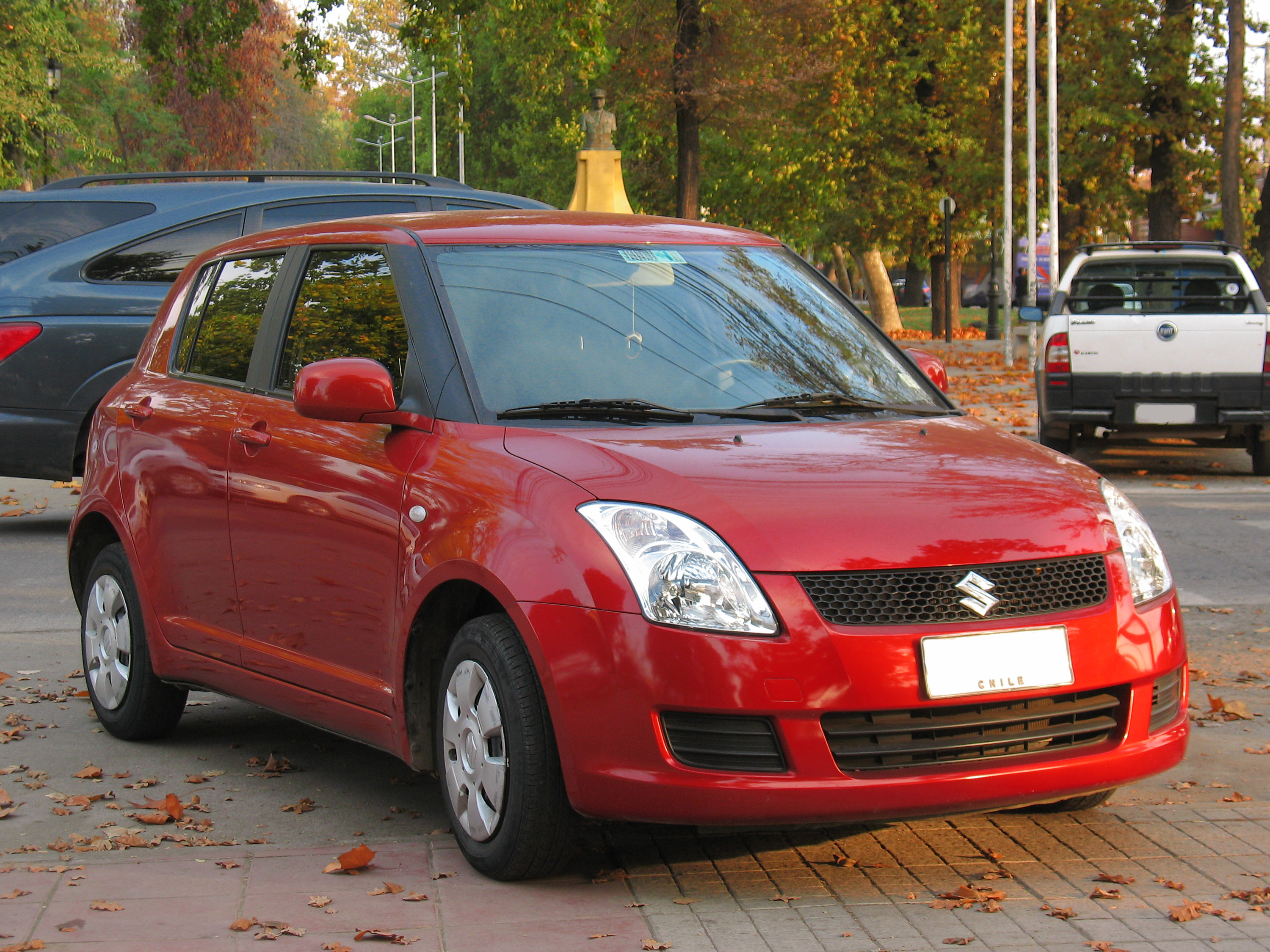
前期型
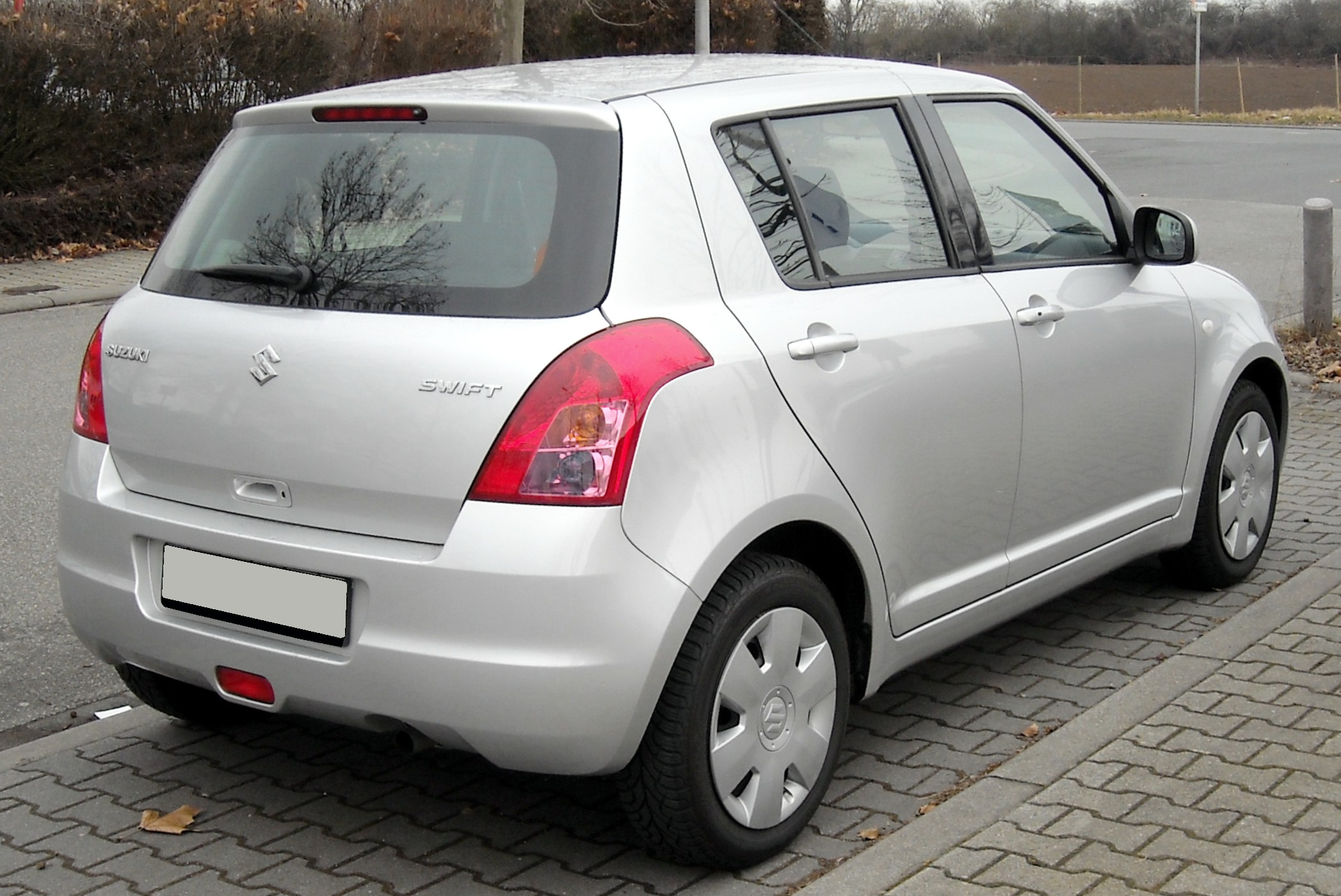
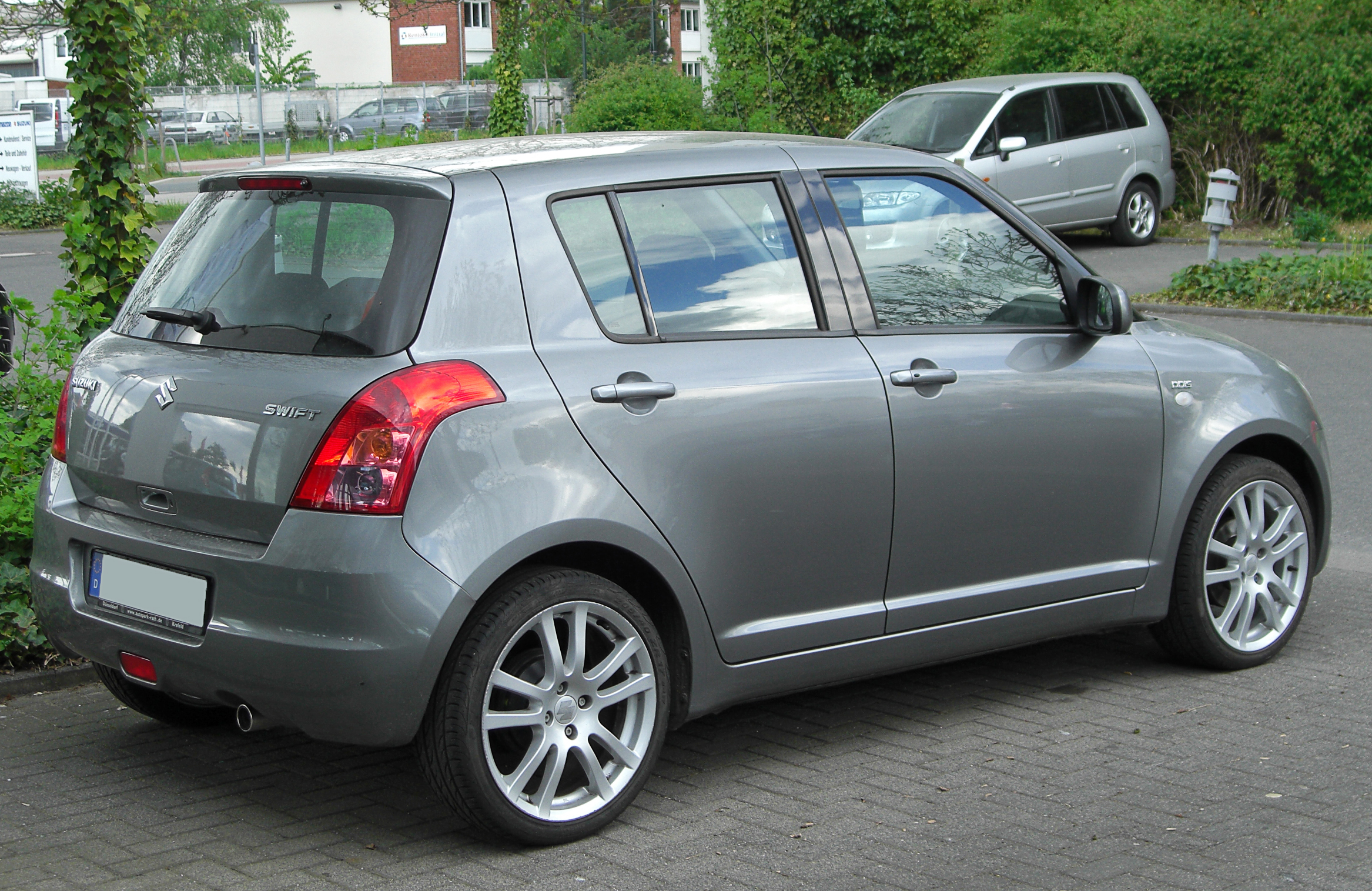
後期型
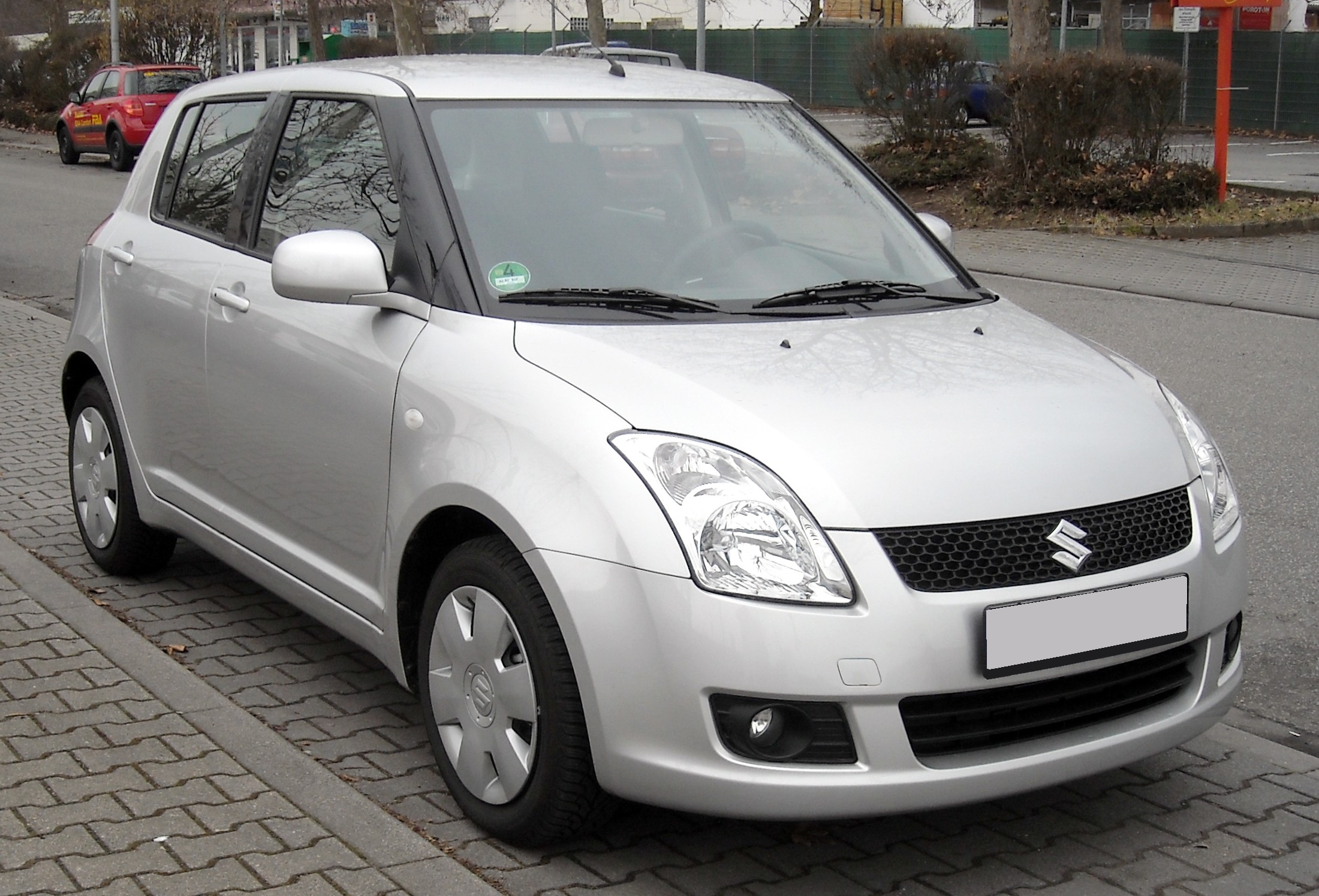
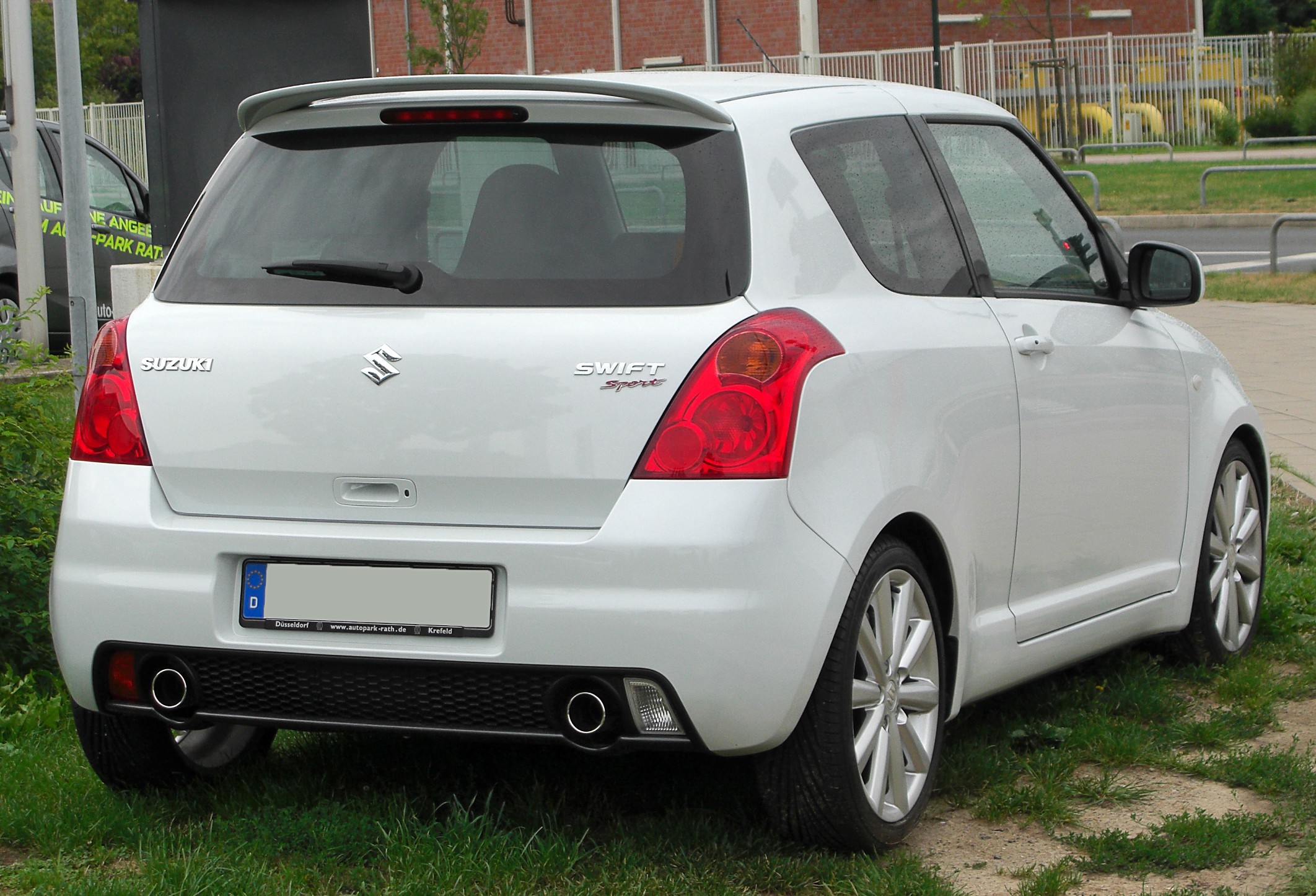
歐規版三門掀背車車尾
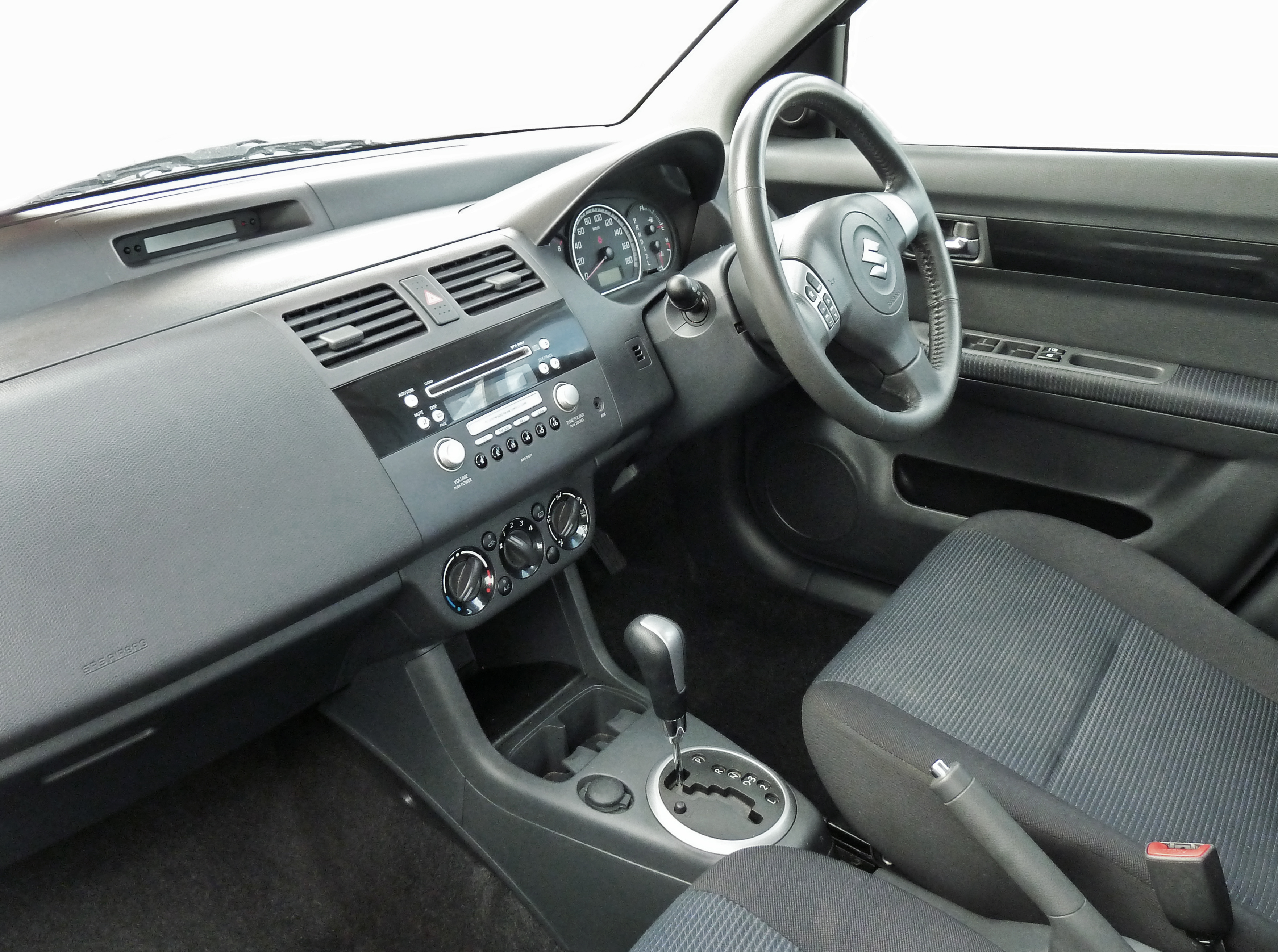
內裝
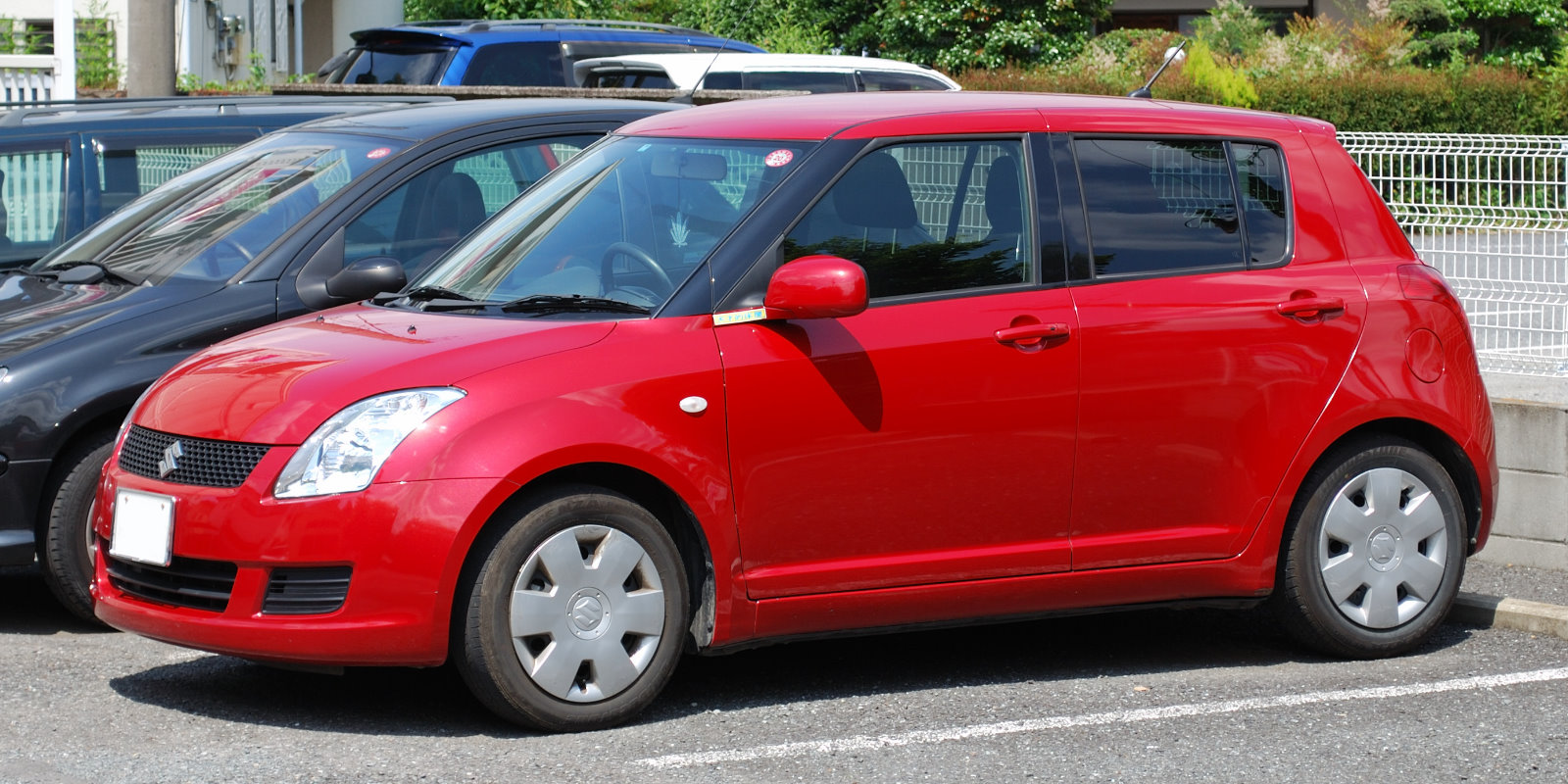
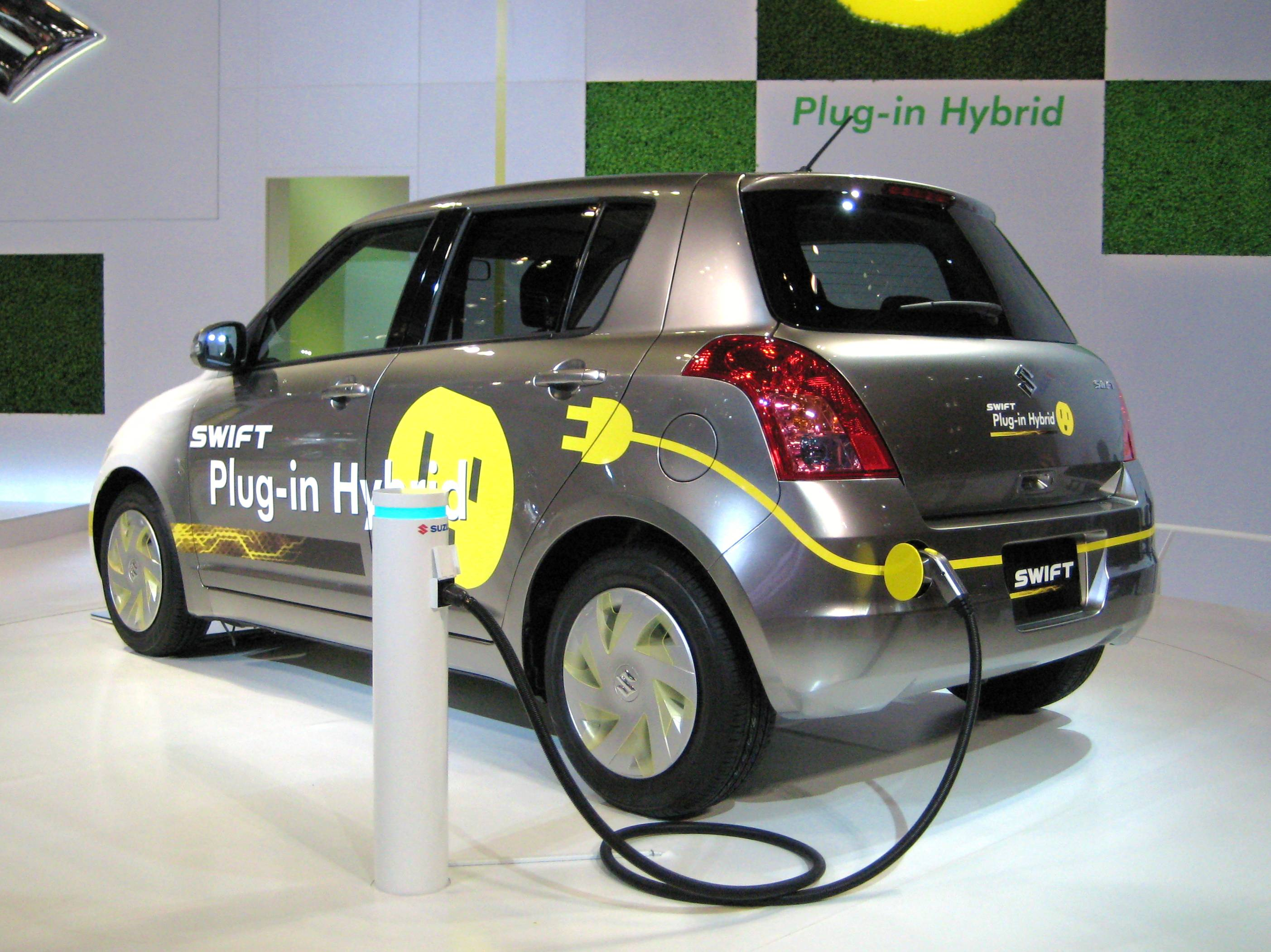
2009年東京車展展示的Swift Plug-in Hybrid

#### Sport車型ZC31S系
2005年 - 9月15日日本市場推出高性能版「Swift Sport」，換裝1.6L直列四缸DOHC M16A型引擎（高辛烷值版），可輸出2.最大馬力125ps / 6,800rpm、扭力峰值15.1kgf-m / 4,800rpm，可搭配五速手排或四速自排變速系統。此外，此具引擎並擁有電子節流閥、鍛造活塞、銅鉛合金製培林等部件。外觀方面具有全車空力套件、專用尾段排氣管、195/50R16輪胎等，內裝方面則有Recaro紅黑雙色賽車座椅、真皮三輻式方向盤、金屬腳踏板等配備。
2006年 - 12月6日原廠推出限量1千部的「Sport Limited」特仕車，具有專屬空力套件含側裙、阿爾坎塔拉仿皮座椅等配備。
2007年 - 5月24日日本市場發表小改良車型（2型），5速手排變速箱從1檔至2檔更為綿密（1速3.545→3.250），最終傳速比自4.235：1改成4.388：1，紅線區自6,800rpm改成7,200rpm，離合器踏板移往更內側，新設ESP車身動態穩定系統，調整懸吊系統，取消車側方向燈而整合至後照鏡蓋上，變更內裝座椅等等。同年12月5日為了慶祝駕駛「Swift Super 1600」的瑞典籍賽車手沛爾-貢納爾·安德森（Per-Gunnar Andersson）第二度奪冠，日本市場特地推出「V Selection」特仕車，具有專屬亮黃色塗裝、光感應自動啟閉HID頭燈組、16吋輻射狀鐵灰鋁合金輪圈、阿爾坎塔拉材質的桶型賽車座椅等配備。
2008年 - 7月在德國市場推出限量500部的「N'Style Rally」特仕車，只限黑色車身塗裝，並含有新設計之全車空力套件。
2009年 - 5月12日日規版再行改良（3型），變更鋁圈和座椅表皮材質，新增寶藍色車色之選擇，故共有7種顏色可供選擇。
2010年 - 1月21日原廠為了慶祝四輪車輛在日本國內累積銷售達2百萬輛，推出「F-Limited」限量特仕車，具有高光度放電式氙氣頭燈、與車身同色的前後保桿及全車空力套件、金屬色車門手把及霧燈外框、16吋鋁合金鋼圈、皮椅等配備。直到同年9月隨著第三代大改款的發表，第二代Swift Sport車型遂行停產。

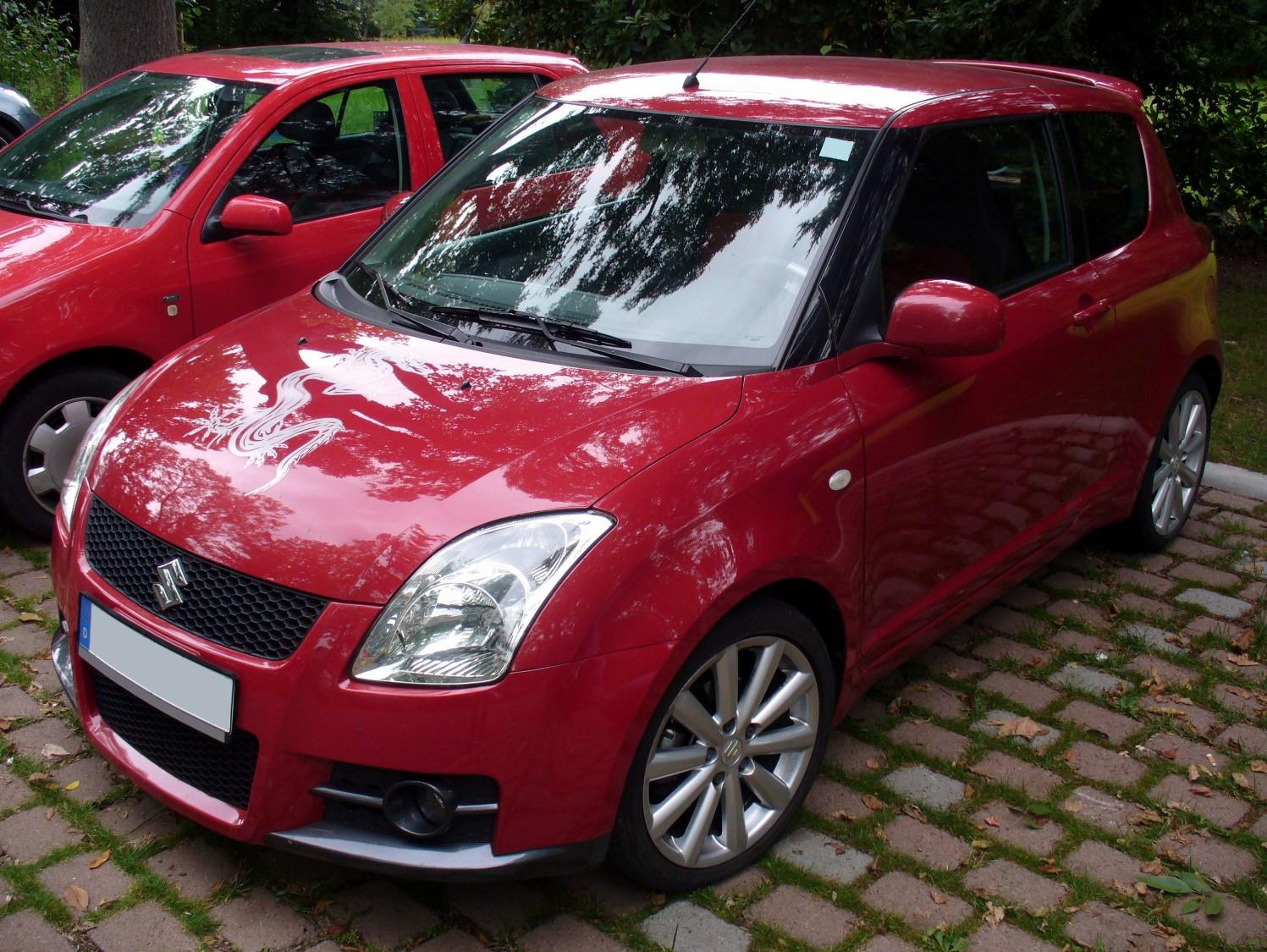
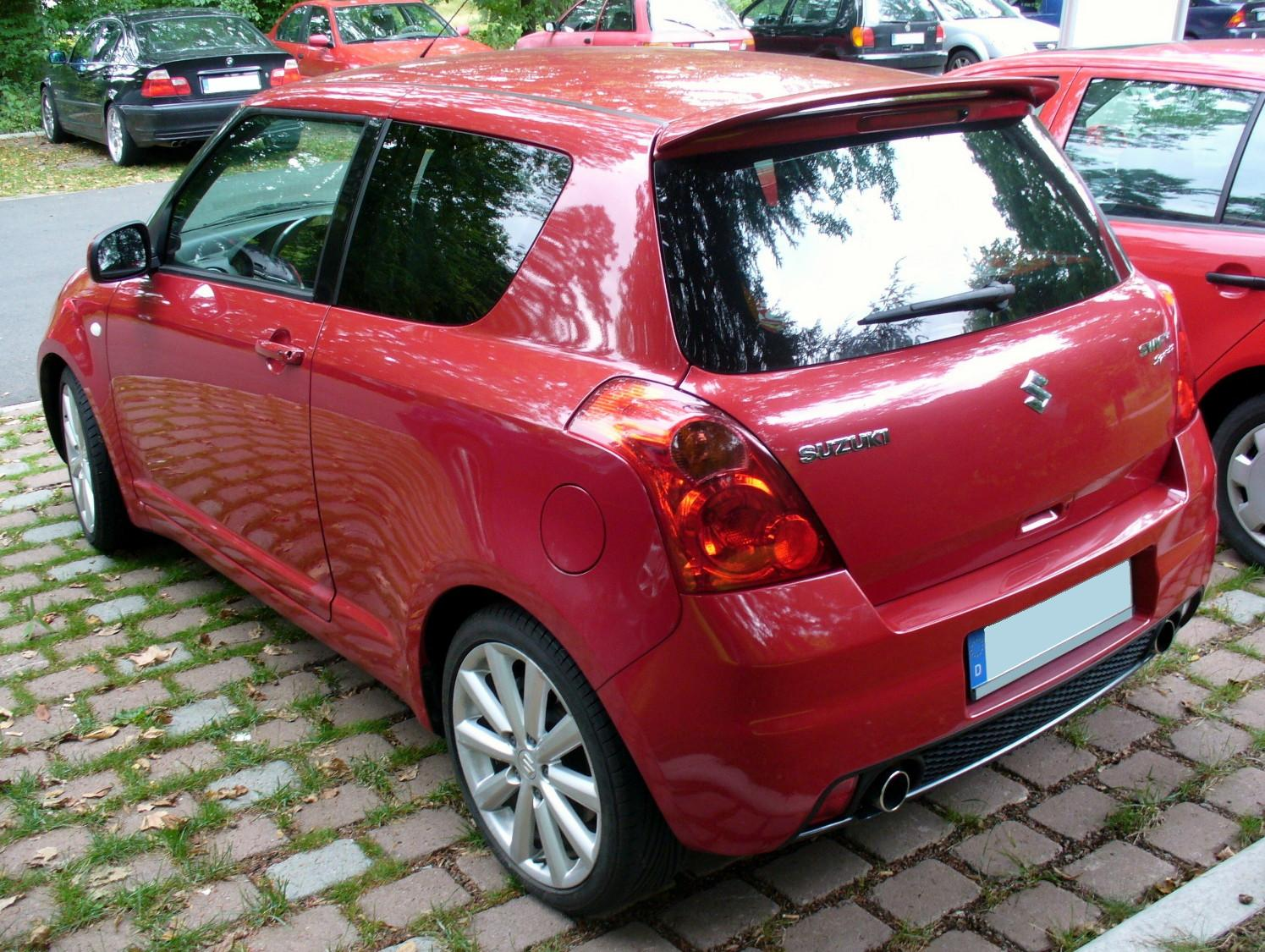
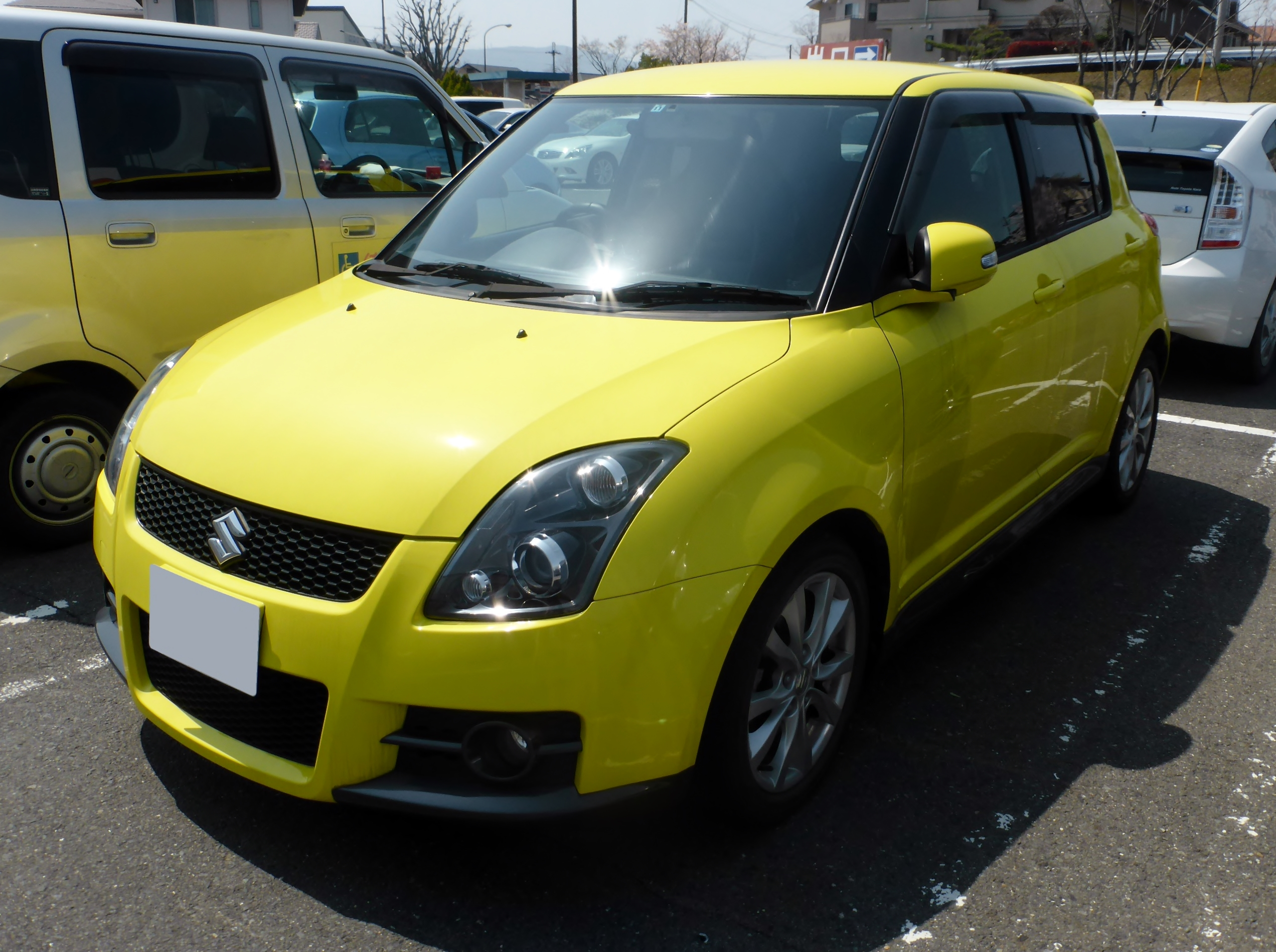
日規版車頭
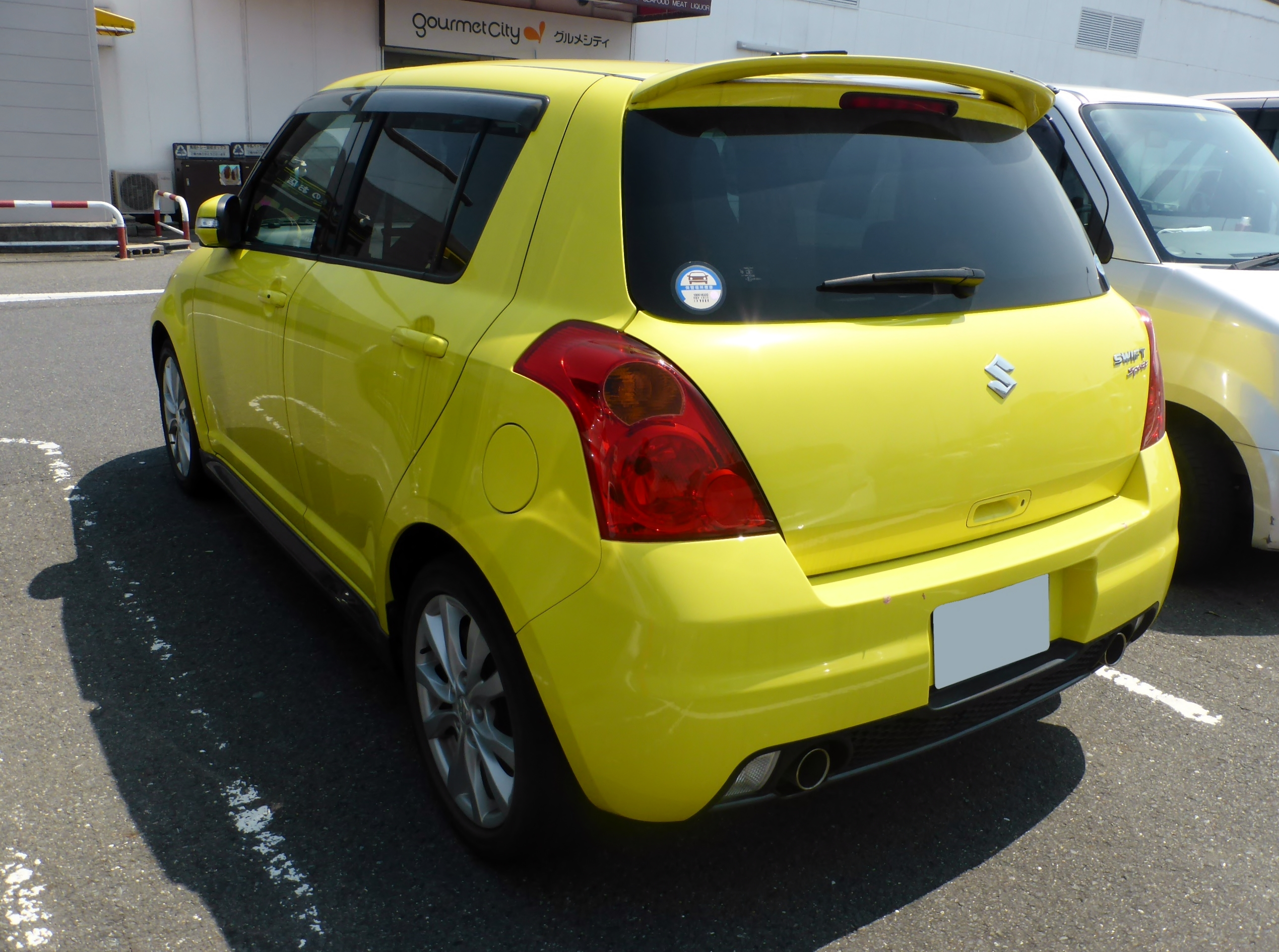
日規版車尾
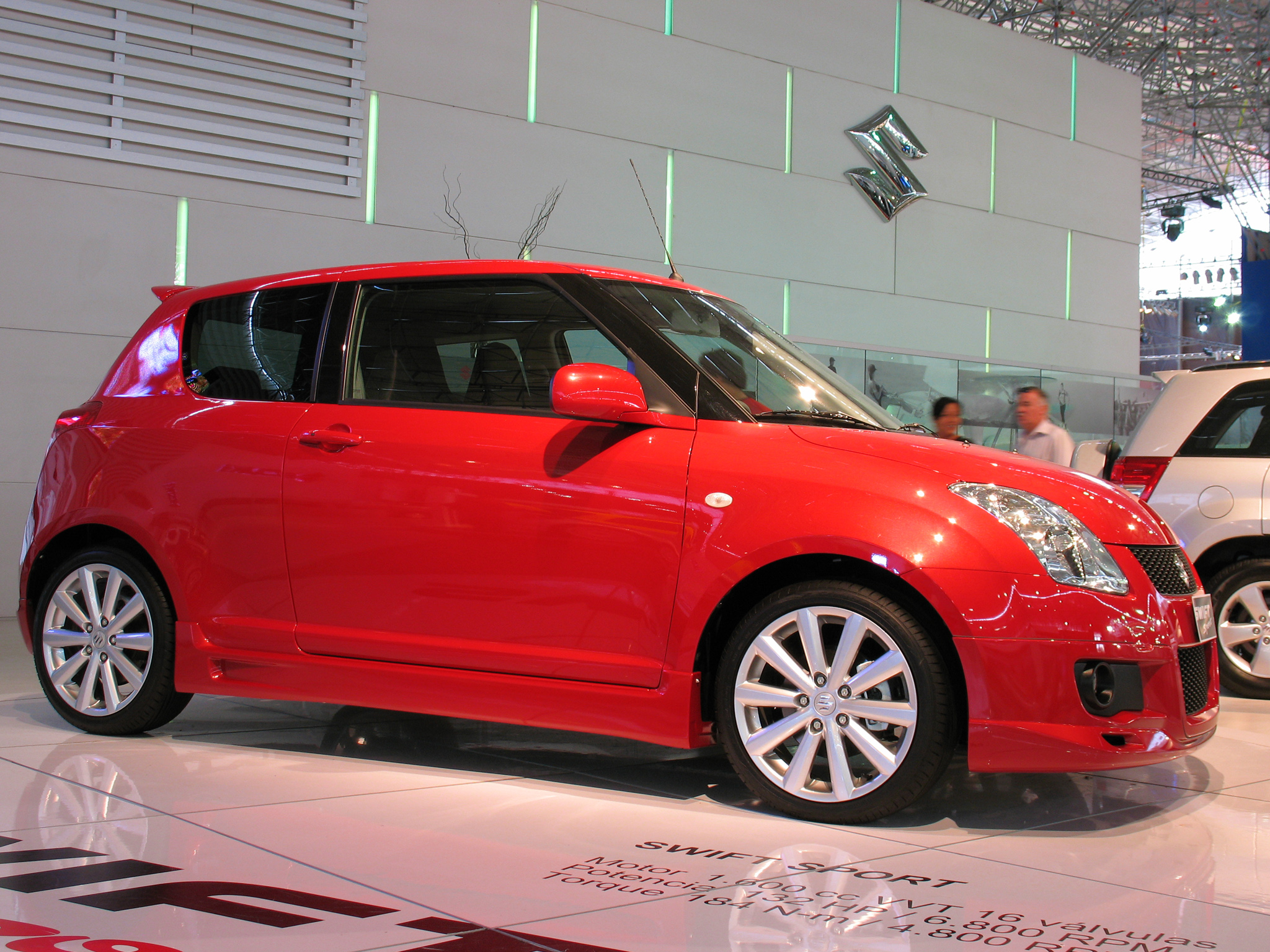
歐規版車側
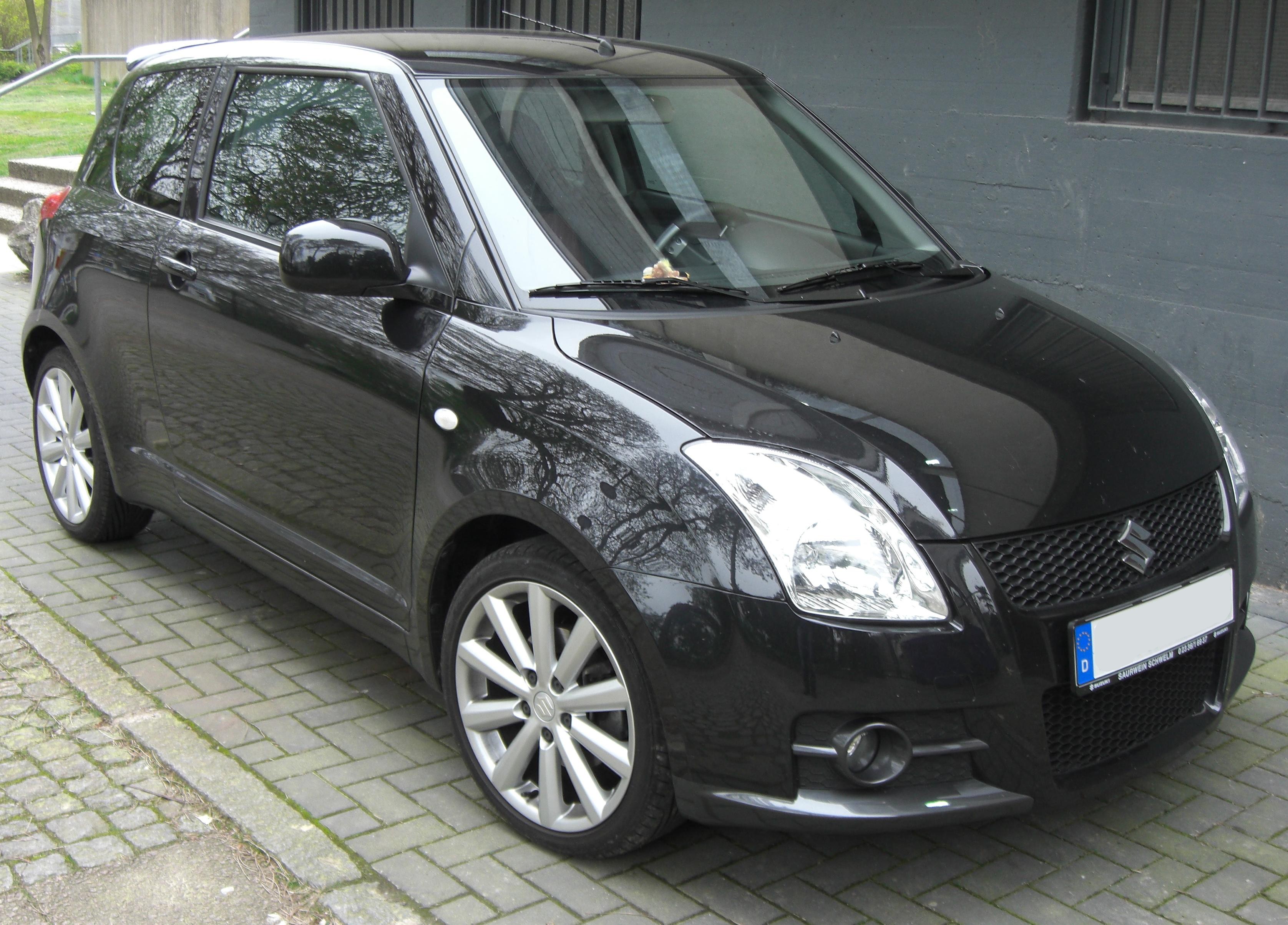
歐規版車頭
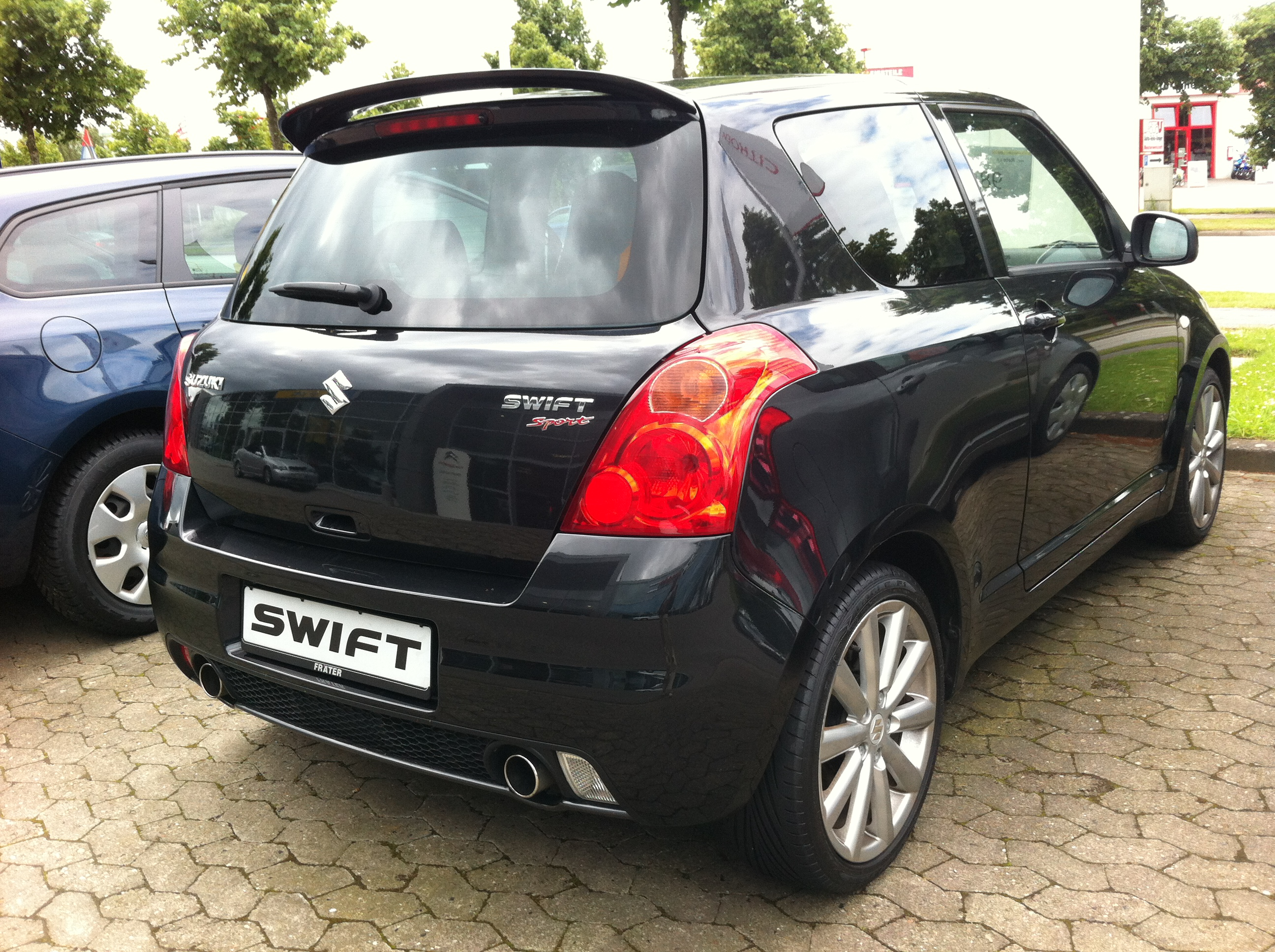
歐規版車尾

### 第三代（ZC72S/ZD72S系 2010年-2016年）
2010年 - 原廠在8月26日發表大改款的第三代Swift，9月18日開始在日本上市。軸距加長50mm至2,430mm，車長也同步增長90mm達到3,850mm。除了更輕盈的車重及更高的車身強度，該款車也在Euro NCAP新車安全測試中獲得五顆星的安全評價。與前一代的外觀相比，第三代Swift的整體線條與比例相似，只是身形更為放大。在配備方面，視等級不同具備Keyless感應式門鎖、Push Start引擎啟動按鈕、巡航定速、恆溫空調系統、6具安全氣囊、ABS防鎖死煞車系統、EBD電子制動力分配系統、BAS煞車力道輔助系統等。
在動力方面，日本市場改以1.2L直列四缸DOHC K12B型引擎取代舊有之1.6L引擎，可輸出最大馬力93.8ps / 6,000rpm及最大扭力12.03kg·m / 4,800rpm，配合五速手動排檔或CVT無段變速模擬7段手動排檔等二種變速系統。其他市場則依消費者使用習性，配置1.4L直列四缸DOHC K14B型、1.6L直列四缸DOHC M16A型等二具汽油引擎，歐洲市場甚至提供一具由飛雅特汽車供應的1.3L直列四缸DOHC DDiS型柴油引擎。
同年11月16日獲得第20屆RJC年度風雲車大獎之年度國產風雲車獎項。
2011年 - 2月16日金鈴汽車正式將第三代Swift引進臺灣市場，動力心臟為排氣量1,372c.c.的K14B型引擎，擁有95.1匹最大馬力以及13.26公斤米的扭力峰值，搭配4速自排變速箱。全車系之標準配備是2具安全氣囊、ABS防鎖死煞車系統、EBD電子制動力分配系統、BAS煞車力道輔助系統等，頂級車型則具有6具安全氣囊。
同年2月25日原廠宣布Swift車系在全球銷售累積數量達到2百萬輛，其中印度貢獻了39%、歐洲為27%、日本本土則是15%。
同年8月18日印度馬魯蒂鈴木公司也在該地推出第三代Swift，8月25日原廠先行在歐規車款搭載怠速熄火系統，以日本JC08模式測試可提升每公升1.2公里，達到21.8km/L的油耗表現。
2012年 - 2月1日馬魯蒂鈴木公司推出新一代Swift Dzire三廂四門房車版本，B柱之前的外觀與掀背車相仿，水箱罩和前保桿重新設計，背後多出來的行李廂使得外觀類似斜背車。汽油動力版本搭載1.2L直列四缸DOHC K12B型引擎，配合四速自排變速箱；柴油動力版本則是1.3L直列四缸DOHC DDiS型柴油引擎。同年6月5日日規版實施改良（2型），前座座椅頭枕加大，後座中央增設頭枕、3點式安全帶。此車款也在菲律賓上市，並於2015年9月10日小改款。
2013年 - 1月30日原廠宣布Swift車系在全球銷售累積數量達到3百萬輛。7月17日日本市場推出小改款（3型），加大水箱罩面積及改成網狀，新增LED晝行燈和新設計之前保桿，變更16吋鋁合金輪圈之樣式等。代號K12B型的1.2L直列四缸汽油引擎改由Dual Jet雙燃油噴嘴系統供油，輔以EGR排氣再循環系統、Idling Stop怠速熄火系統及eNe-CHARGE減速能源再生技術（（日語）エネチャージ減速エネルギー回生技術）等，經日本JC08模式測試後平均油耗為26.4km/l，4WD車型也有22.6km/l的表現。
同年10月1日臺灣金鈴汽車推出小改款，新設LED晝行燈、16吋五爪式鋁合金輪圈、巡航定速系統（GLX車型）。此外換裝1.2L直列四缸DOHC K12B型引擎，但仍搭配4速自排變速箱。
2014年 - 9月3日原廠宣布Swift車系在全球銷售累積數量達到4百萬輛。同年10月日規版小改款引進香港，同樣具有EGR排氣再循環系統、Idling Stop怠速熄火系統及eNe-CHARGE減速能源再生技術等科技輔助的K12B型1.2L直列四缸Dual Jet汽油引擎，配合CVT無段變速模擬7段手動排檔。
2016年 - 4月11日原廠宣布Swift車系在全球銷售累積數量達到5百萬輛。
2017年 - 1月24日馬魯蒂鈴木公司發表限量特仕車「Swift Dzire Allure」，車身外加側裙，具備鍍鉻窗框、車尾和保險桿的飾條，而且有6種車色可供選擇。內裝方面則有專屬椅套、地毯和門檻飾板，搭配中央扶手、氣氛燈和包括低音喇叭、擴大機在內的音響組。

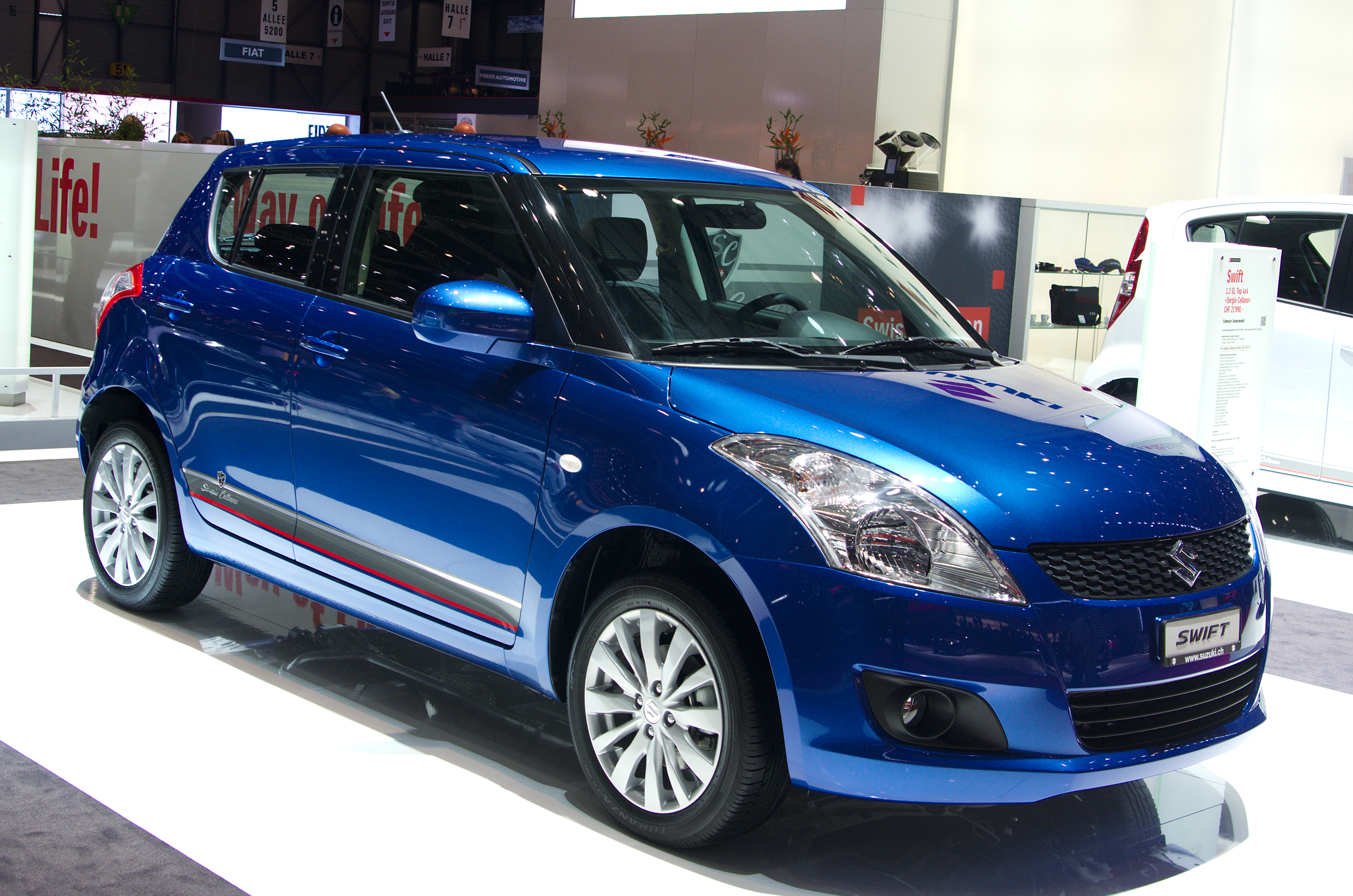
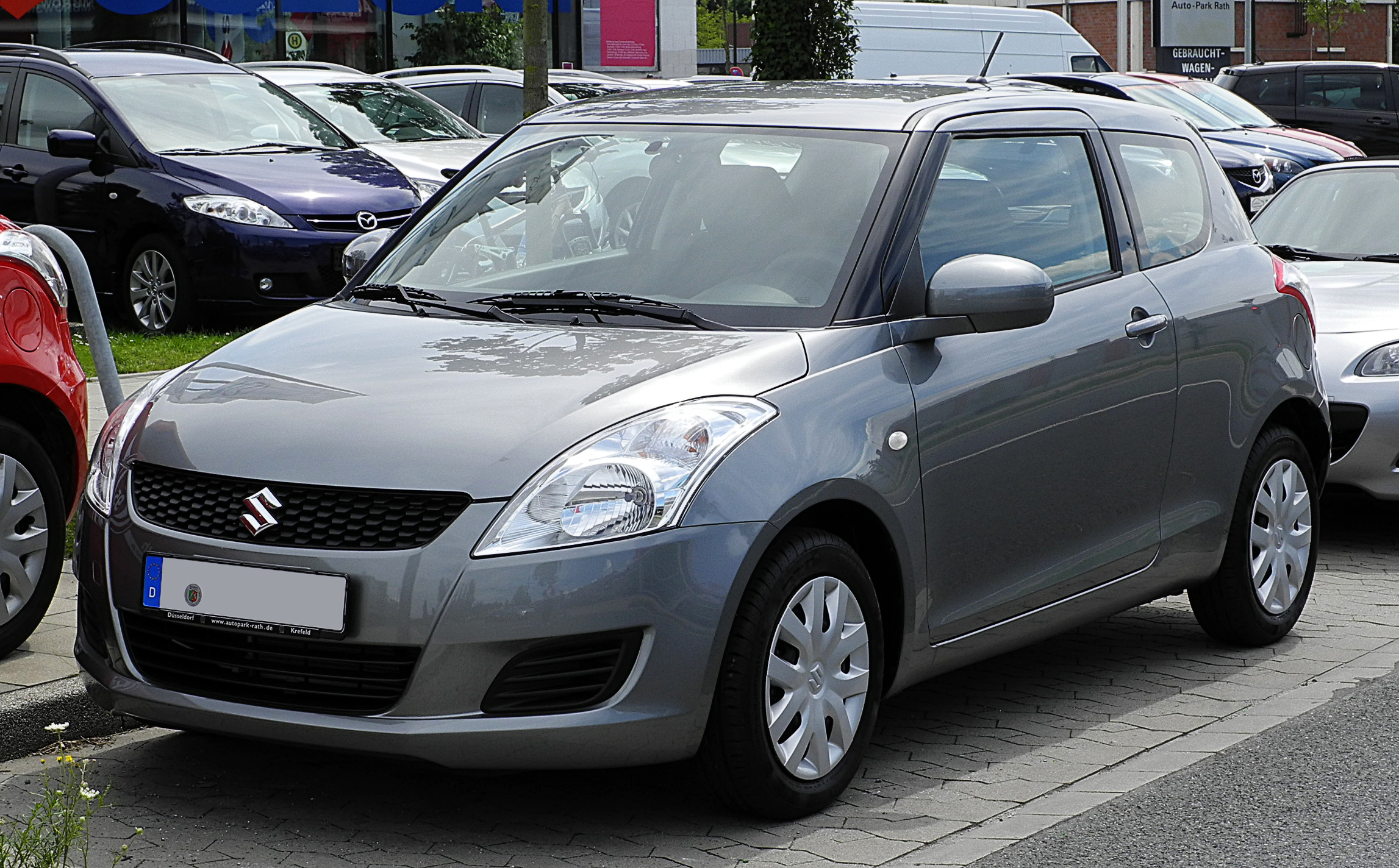
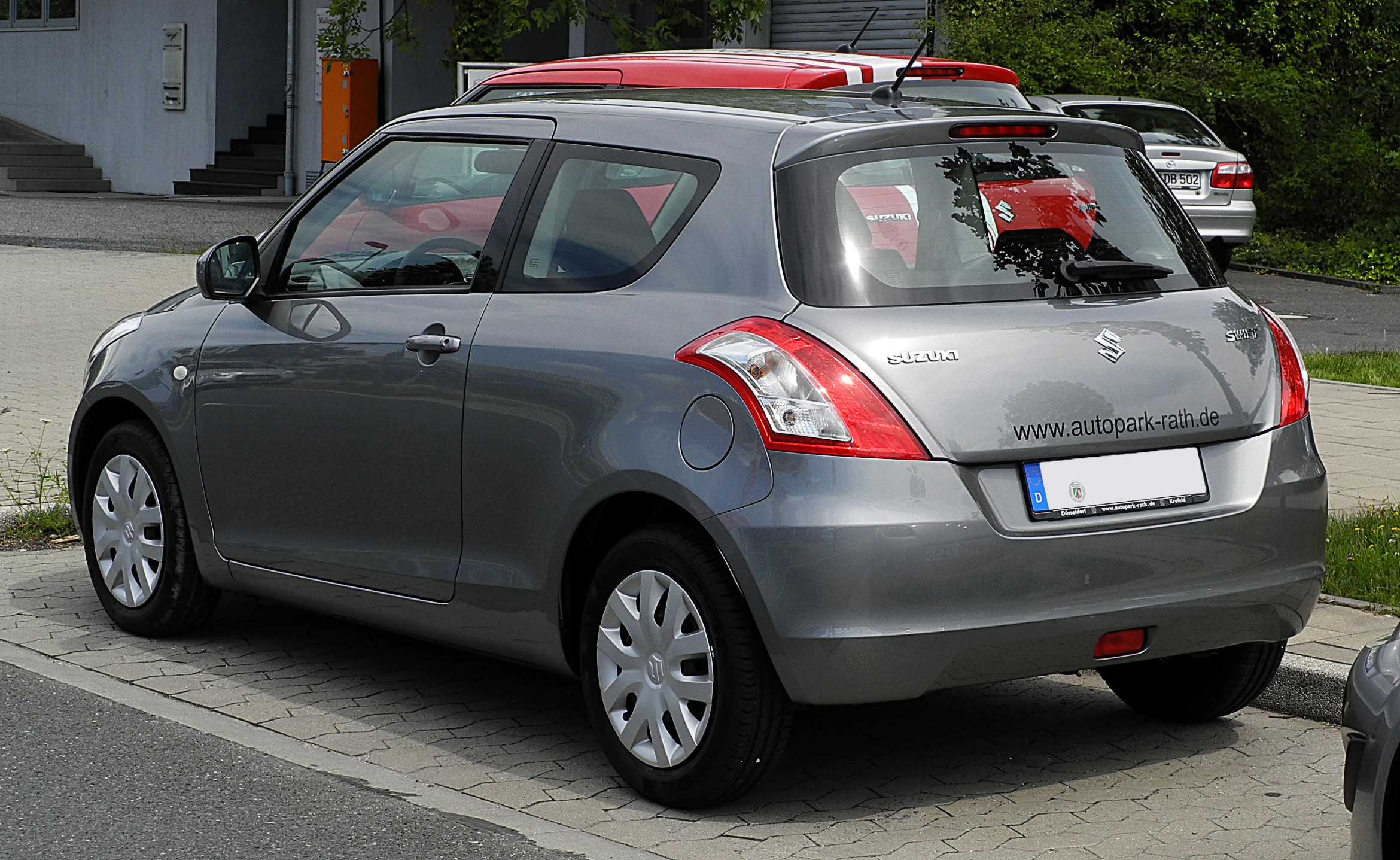
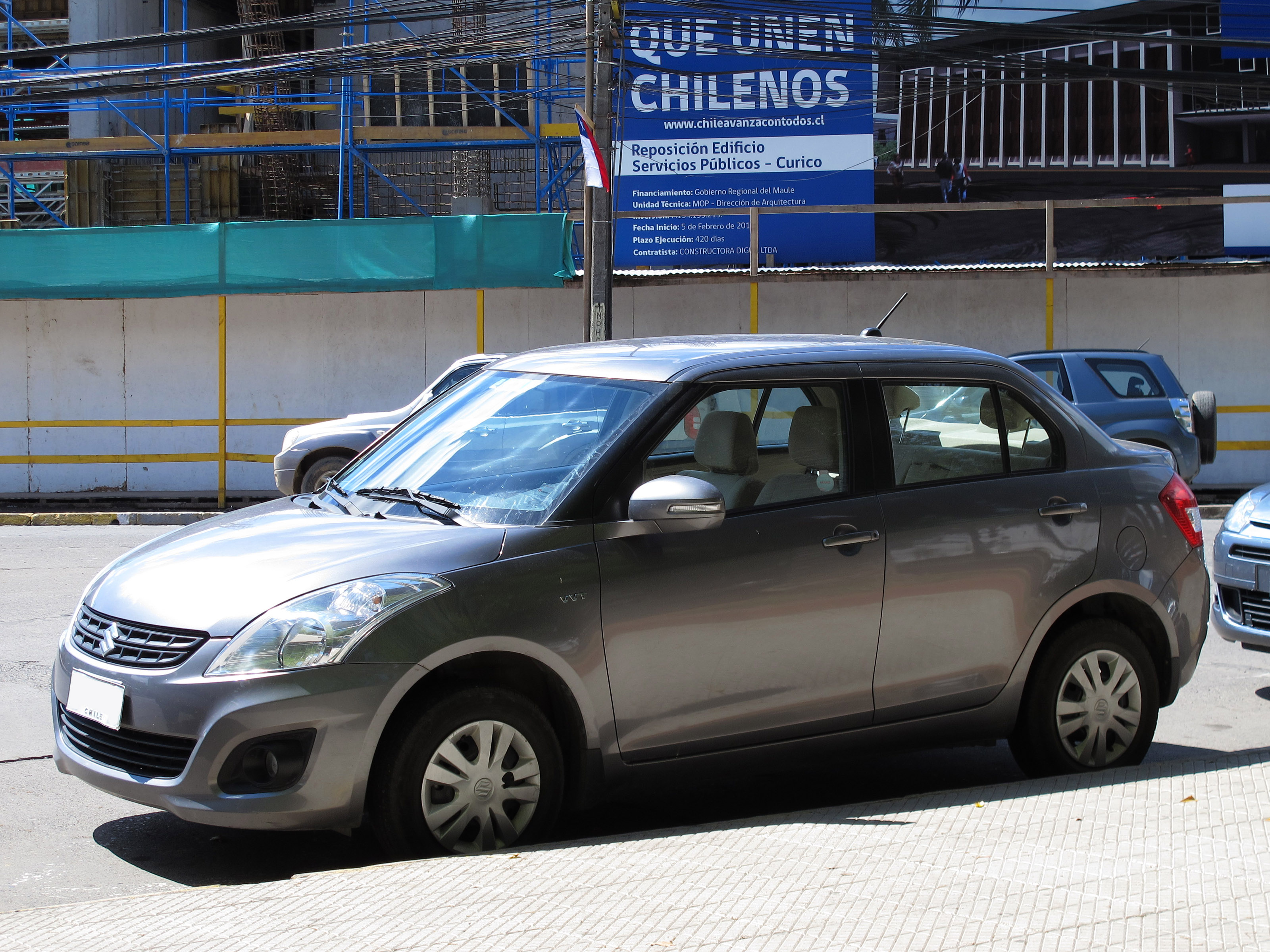
印度Swift DZire
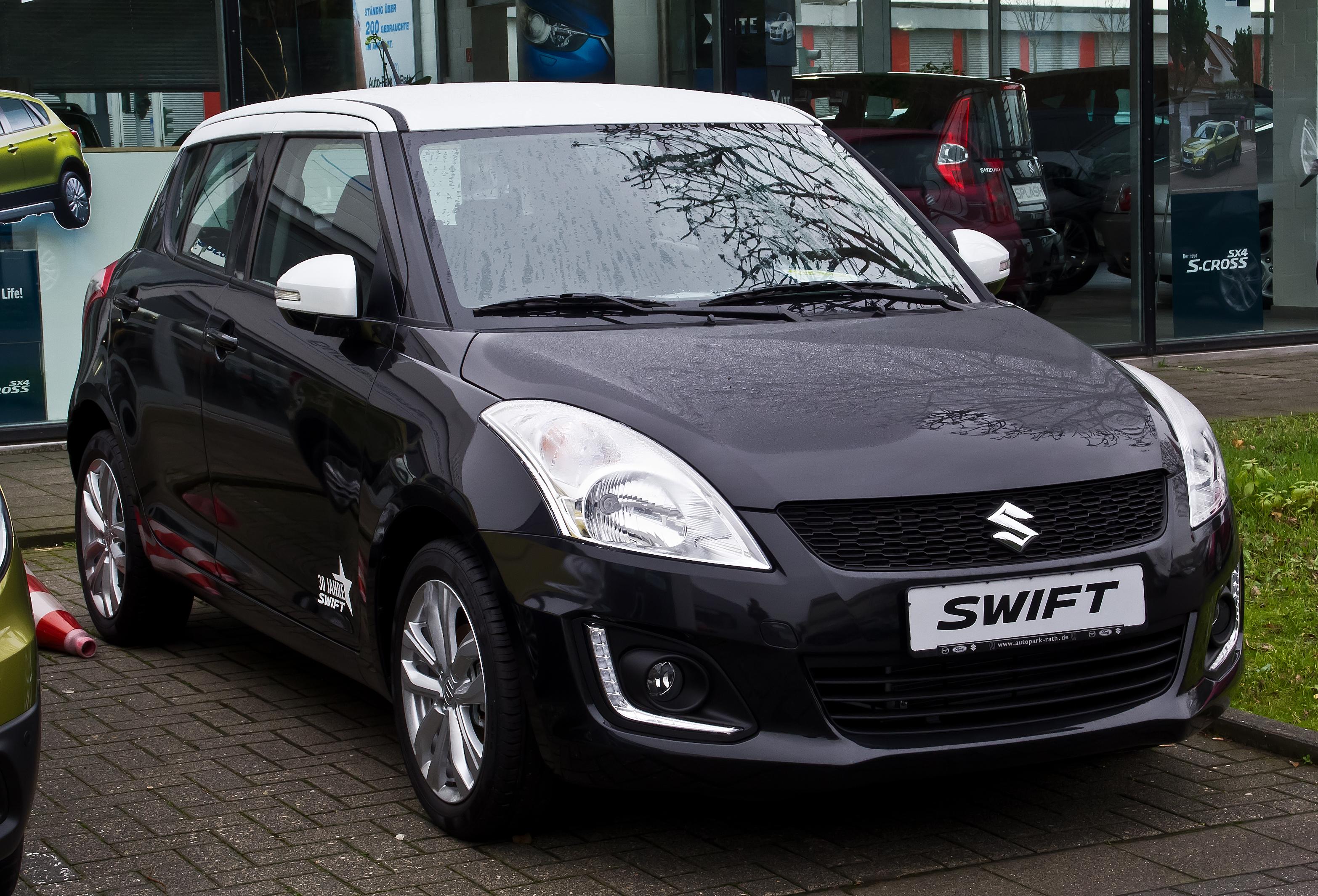
歐規版後期型
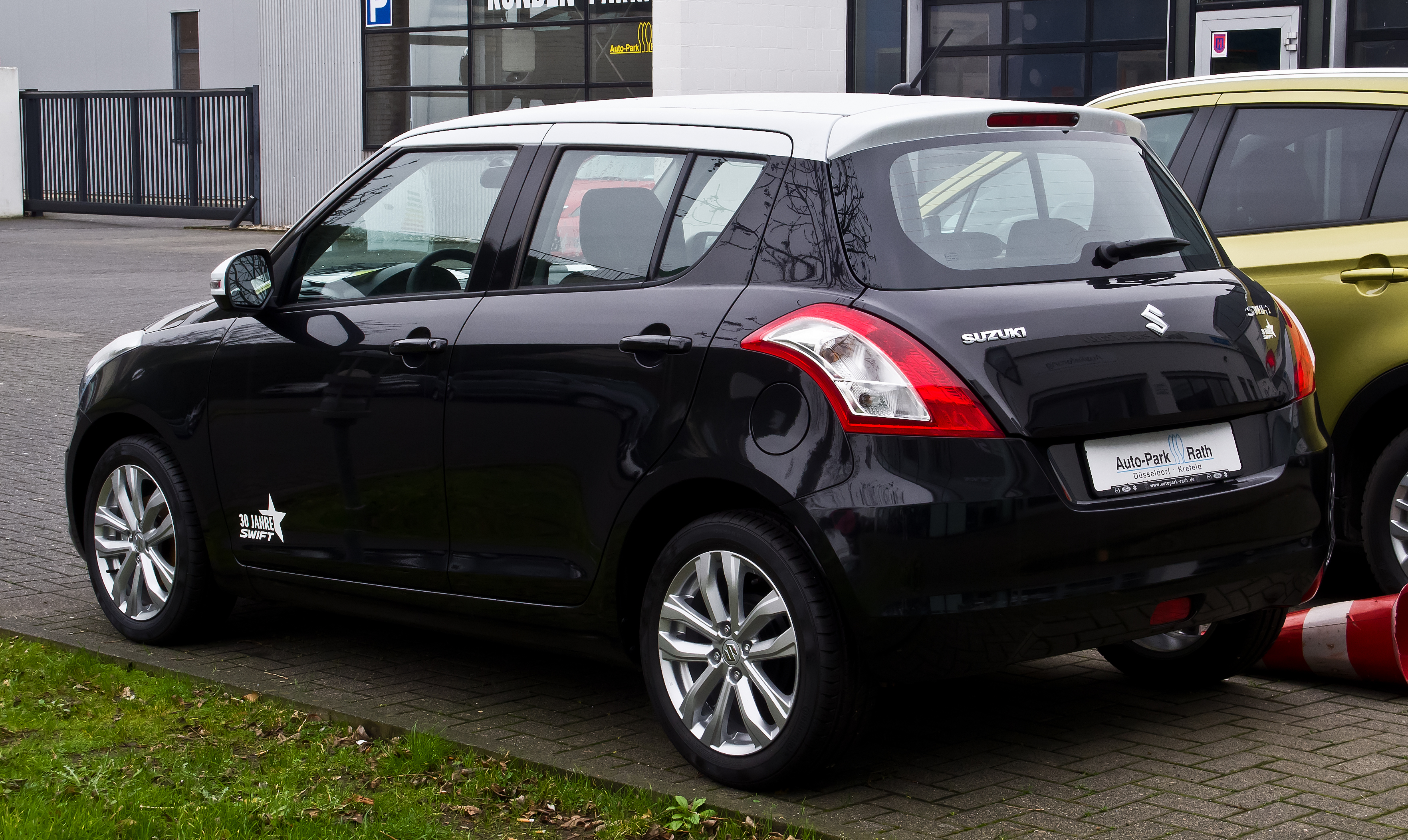
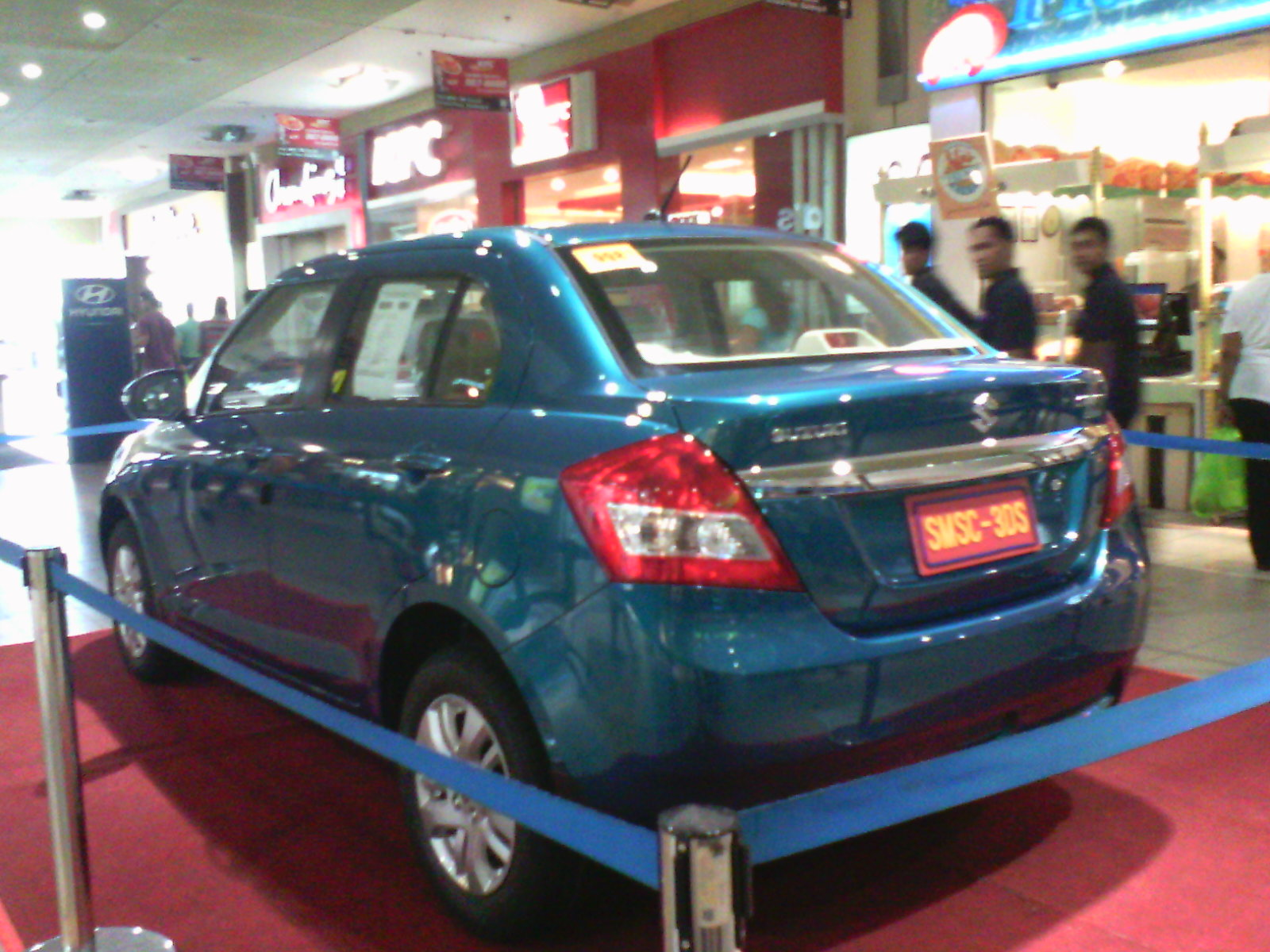
印度Swift DZire車尾
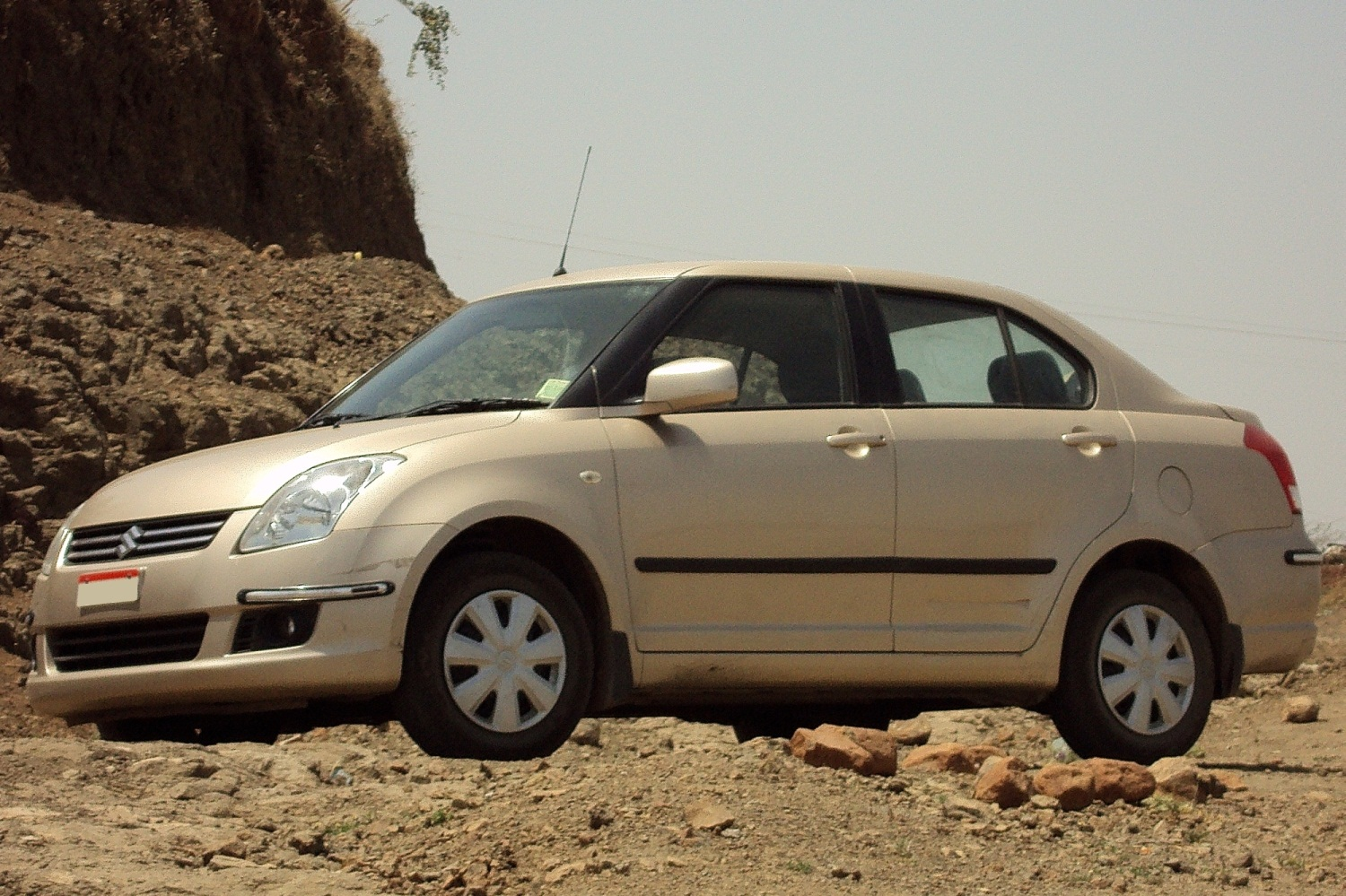

#### Sport車型ZC32S系

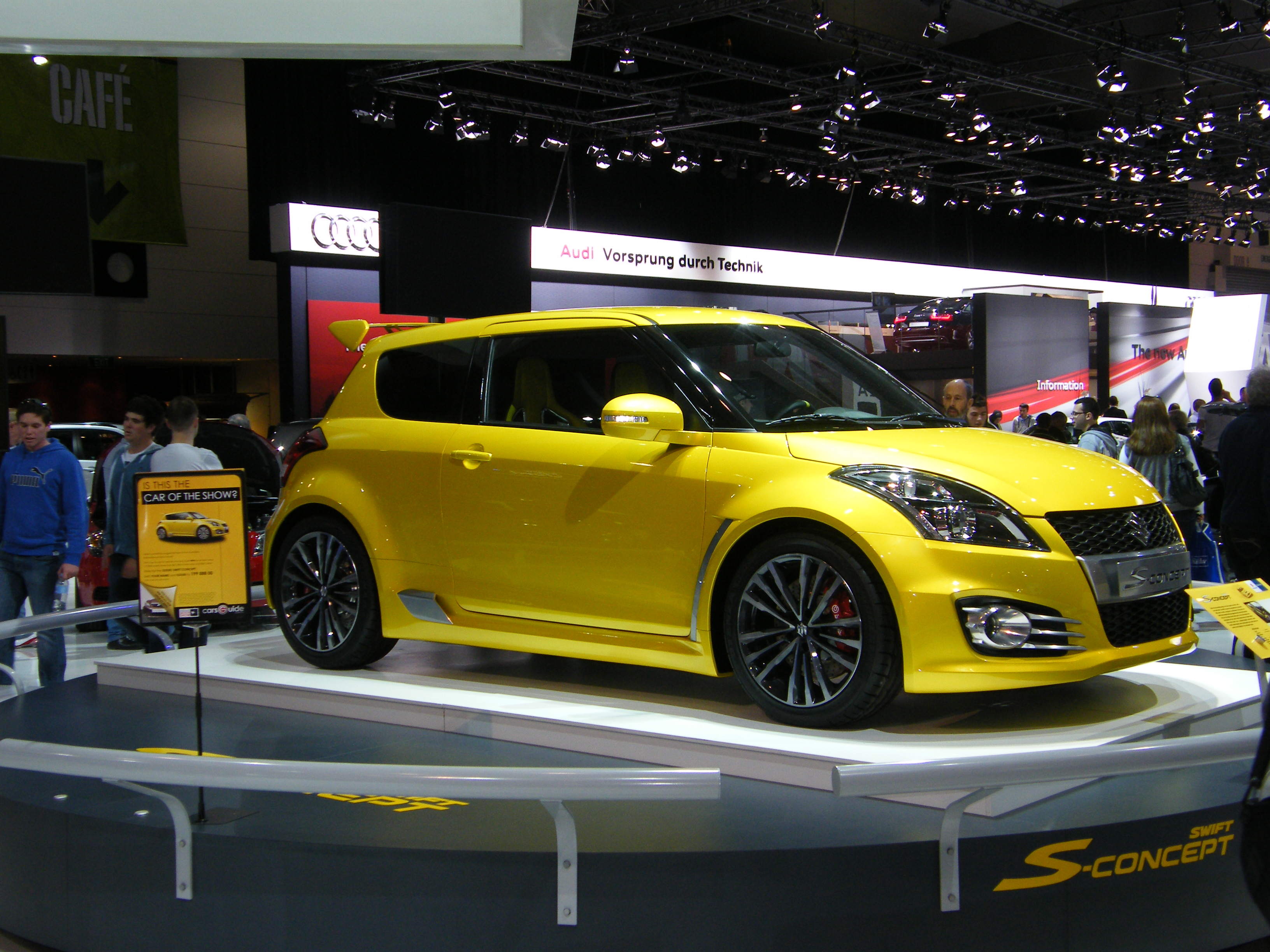
Swift S-Concept

2011年 - 7月在澳大利亞墨爾本舉行的澳洲國際車展上，原廠公開一襲黃色勁裝的Swift S-Concept概念車，該車款以1.6L汽油引擎搭配6速手排變速箱。緊接著11月28日正式於日本市場開賣第三代Swift Sport，外觀方面具有新設計的進氣壩與後擾流保險桿、左右雙出排氣管、大型擾流尾翼與17吋輕量化鋁圈等配備，1.6L直列四缸DOHC M16A型引擎搭配附有方向盤換檔撥片、模擬7速的CVT無段變速箱，經重新調校後可輸出最大馬力136ps / 6,900rpm、最大扭力16.3kg·m / 4,400rpm。至於海外市場，可另外選購六速手動排檔的變速箱。
2012年 - 3月8日臺灣金鈴汽車亦引進Swift Sport車型，動力心臟及變速系統跟日規版相同，含有燻黑鷹眼HID頭燈組、全車空力套件、紅色車縫線內裝座椅與排檔頭等配備。
2013年 - 2月25日針對英國市場推出限量100部的「Swift Sport SZ-R」特仕車，其動力引擎與變速系統均未變動。該車型在黑色的車身外觀基礎下，包含車頂、尾翼及照後鏡皆全數改採紅色塗裝。內裝部份在座椅、三輻式跑車化方向盤、排檔頭等處採用紅色縫線處理，而車室門檻飾板上具有專屬的SZ-R徽飾以及專屬限量流水編號。
同年7月25日英國當地亦推出搭載四輪驅動系統的Swfit 4x4車型，主要針對1.2L汽油五門手排的「SZ3」及「SZ4」二種車型，採用全自動永久式四輪驅動系統（permanent 4-wheel drive system），將引擎動力透過黏性耦合式限滑差速器輸送至後輪。四驅版之底盤非但距離地高25mm，同時前後保桿下方加入銀色的類金屬護板，左右側裙及輪拱等部份則加入黑色防刮塑料。

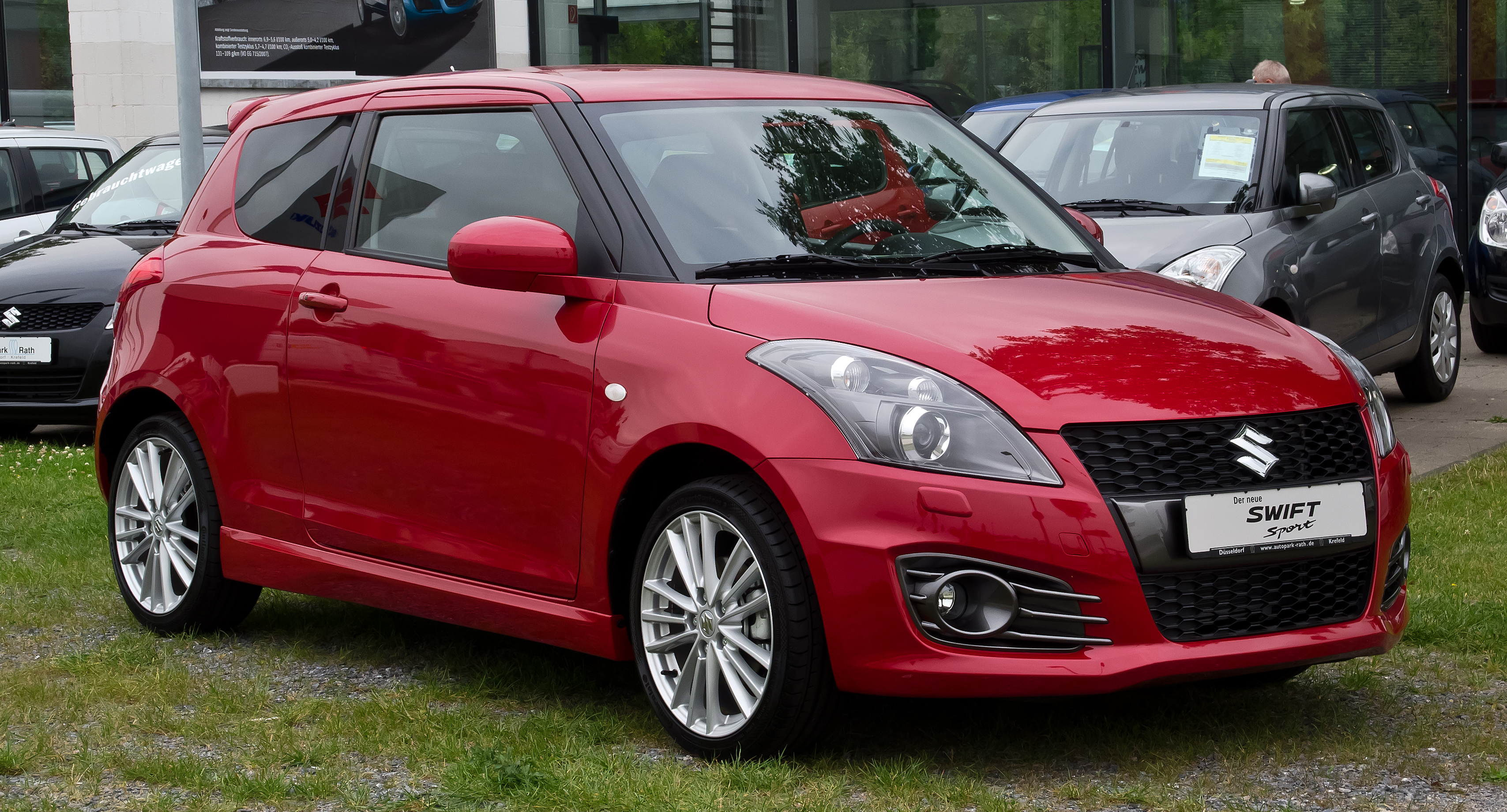
歐規版
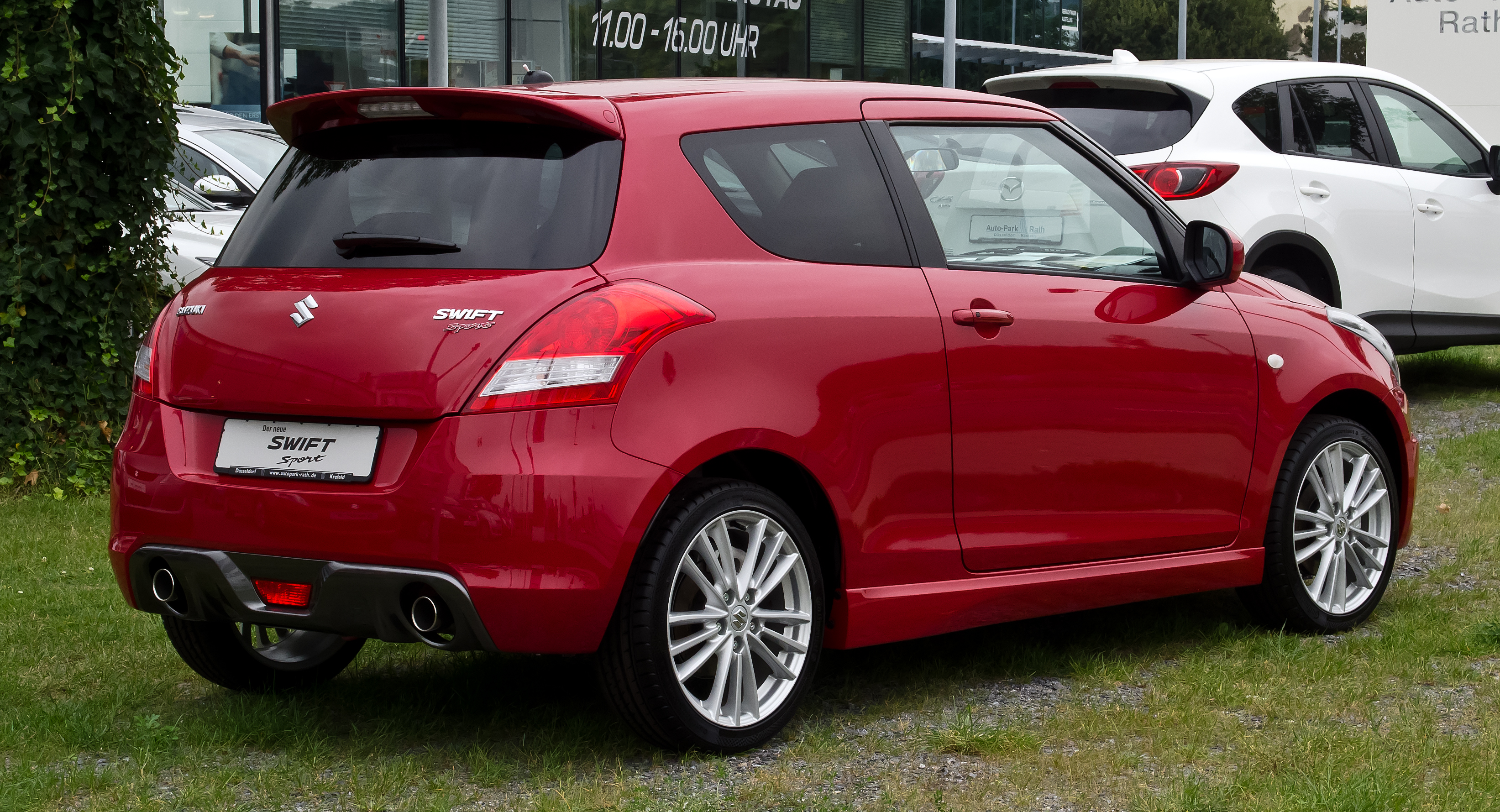

### 第四代（ZC13S/ZC43S/ZC53S/ZD53S/ZC83S/ZD83S系 2017年迄今）
2016年 - 12月27日原廠宣佈大改款的第四代Swift將於翌年1月4日在日本境內發售，分為RSt（六速自排）、Hybrid RS（CVT）、RS（五速手排）、Hybrid ML（CVT）、XL、XG等六種車型。比起前代，車長和軸距微幅增加10mm、20mm，外觀修飾得更為圓潤飽滿，車頭六角型水箱罩乃外型改款重點，大燈也變得更加銳利流線。動力來源共有二種選擇：1.0L直列三缸DOHC缸內直噴K10C型渦輪增壓引擎、1.2L直列四缸DOHC K12C型引擎。前者具備101hp / 5,500rpm以及15.3kg·m / 1,700-4,500rpm之最大輸出功率，後者則可提供90hp / 6,000rpm以及12.0kg·m / 4,400rpm的最大輸出功率。1.0L直列三缸Boosterjet渦輪增壓引擎僅搭載於RSt車型上，搭配六速自排變速箱、前輪驅動；RS、XL、XG等車型則搭載1.2L直列四缸自然進氣引擎，可選五速手排或CVT，以及前輪驅動或四輪傳動系統。至於油電混合的「HYBRID ML」與「HYBRID RS」車型，則以1.2L直列四缸自然進氣引擎搭配ISG整合式啟動發電機、微型鋰電池模組的Mild Hybrid動力系統。此外，消費者可以加價選購DSBS預防碰撞系統（Dual Sensor Brake Support）和ACC主動式巡航系統（Adaptive Cruise Control）；其中前者由單眼鏡頭與雷射感應器構成，並包含自動切換遠近燈之功能。
2017年 - 原廠於3月7日開幕之第87屆日内瓦汽車展發表歐規版，與日規版的差異在於車寬增加40mm、車高降低5mm，動力心臟則同樣有1.0L直列三缸DOHC缸內直噴K10C型渦輪增壓引擎、1.2L直列四缸DOHC K12C型引擎等二種選擇。

同年5月16日馬魯蒂鈴木公司發表四門轎車版的DZire（去除Swift），和五門掀背車版Swift同樣採用「HERTECT」底盤，動力則沿用上一代的1.2L直列四缸DOHC K12B型汽油引擎與1.3L直列四缸DOHC DDiS型柴油引擎，配合五速手排及五速AGS自手排兩種變速系統。此四門轎車版亦由印度工廠供應給中東、近東、非洲、中南美洲等市場。
同年7月12日日本市場再推出新型油電動力選擇「HYBRID SG」、「HYBRID SL」等二種車型，雖同樣搭載1.2L直列四缸自然進氣引擎，但電動馬達則以最高輸出可達10kW、約13.6ps的交流電機取代。此Hybrid系統包含MGU電動發電機組（Motor Generator Unit）及自主研發的AGS變速箱（Auto Gear Shift）。在行駛時，系統可自動偵測駕駛行為，若車輛在中低速行駛與滑行時，可主動切換至純電模式增加以節能效益。此外，此Hybrid系統還提供一般模式，以及以節能為優先，電動馬達介入頻率較高的節能模式。
同年10月5日，第四代Swift系列車款獲得2017年度好設計獎。10月26日金鈴汽車正式將第四代Swift引進臺灣，採用1.0L直列三缸DOHC缸內直噴K10C型渦輪增壓引擎的單一設定，六具SRS安全氣囊、ABS防鎖死煞車系統、ESP電子車身穩定系統、HHC斜坡起步輔助系統等皆為標準配備。

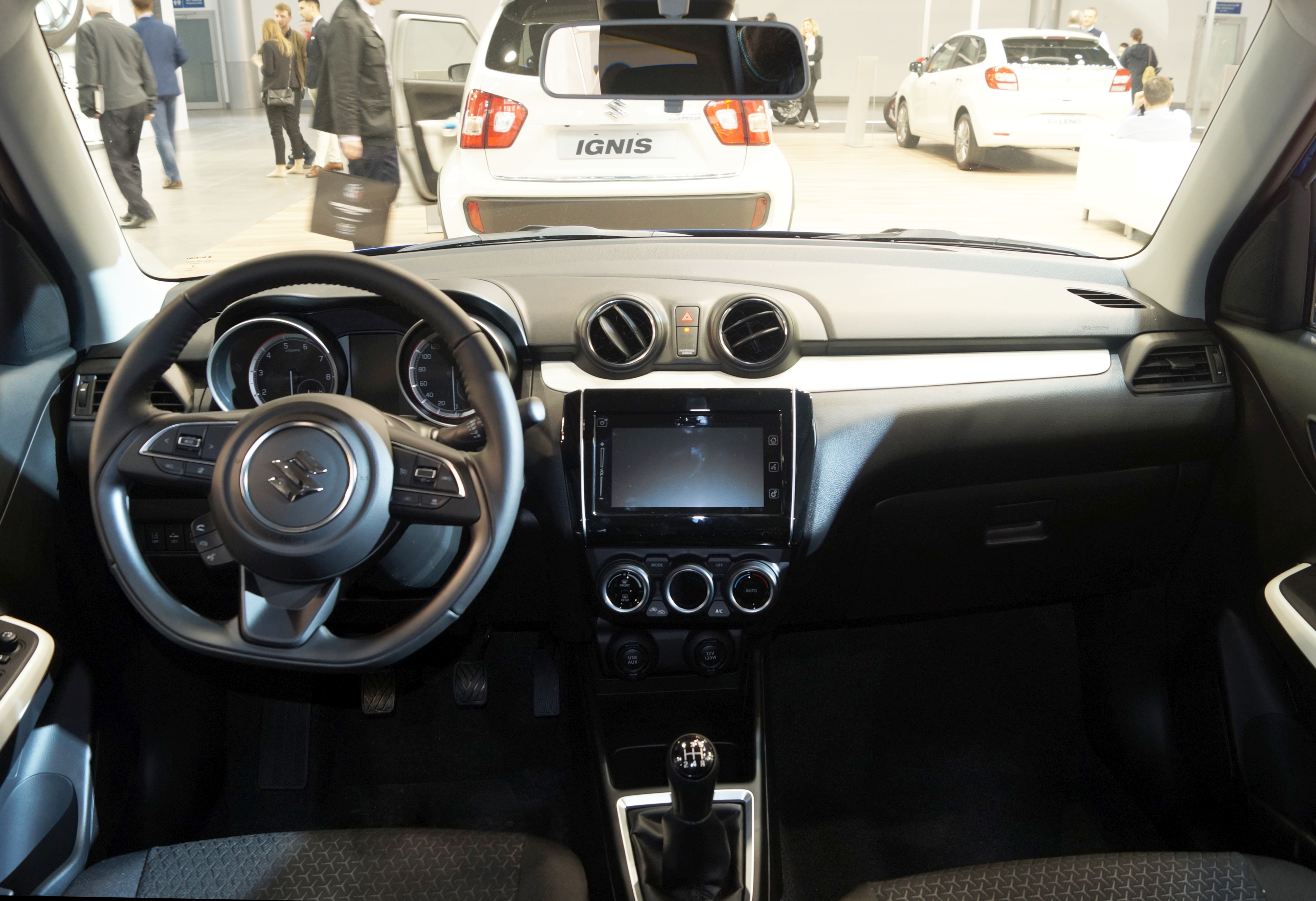
歐規左駕版內裝
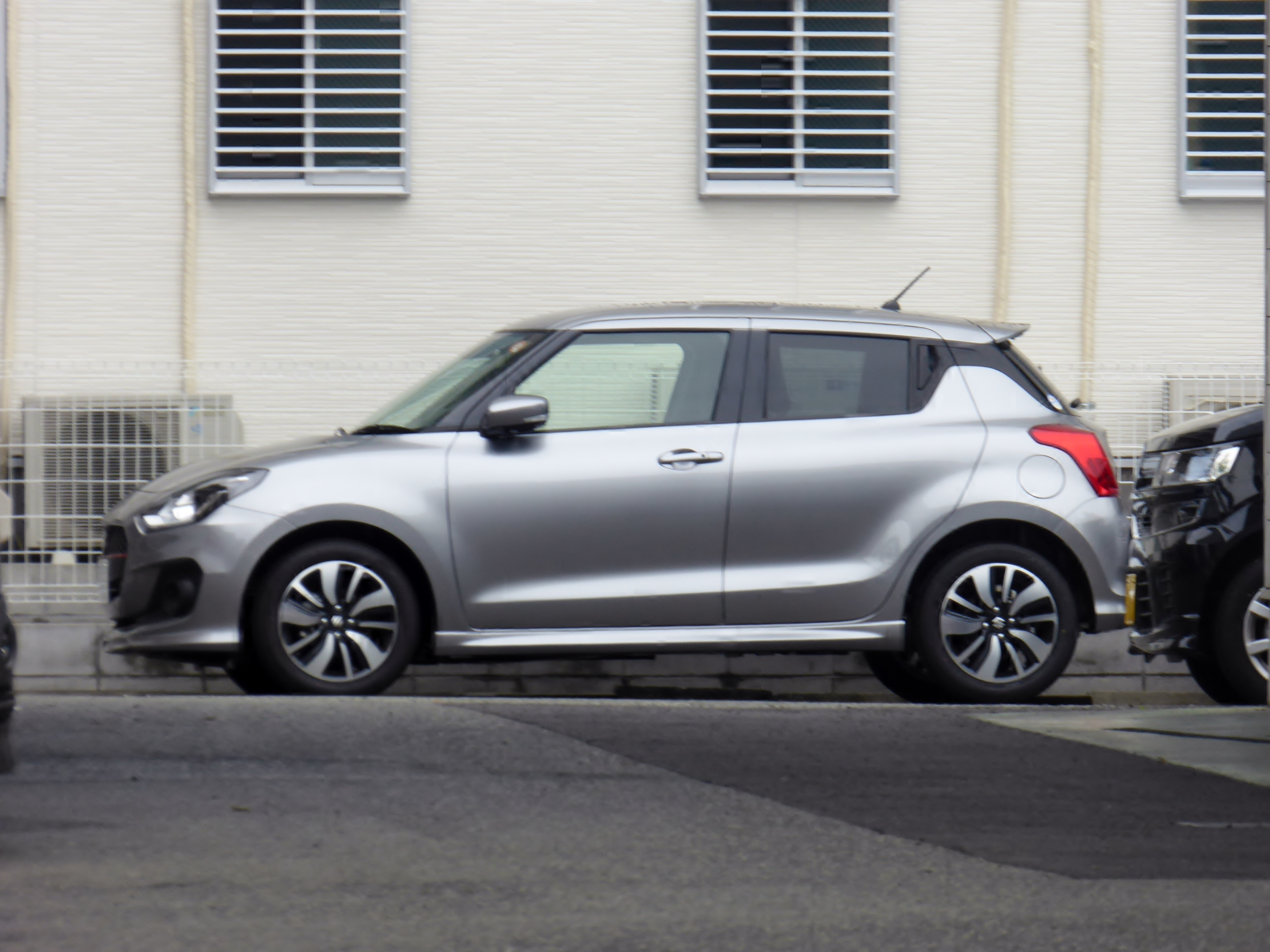
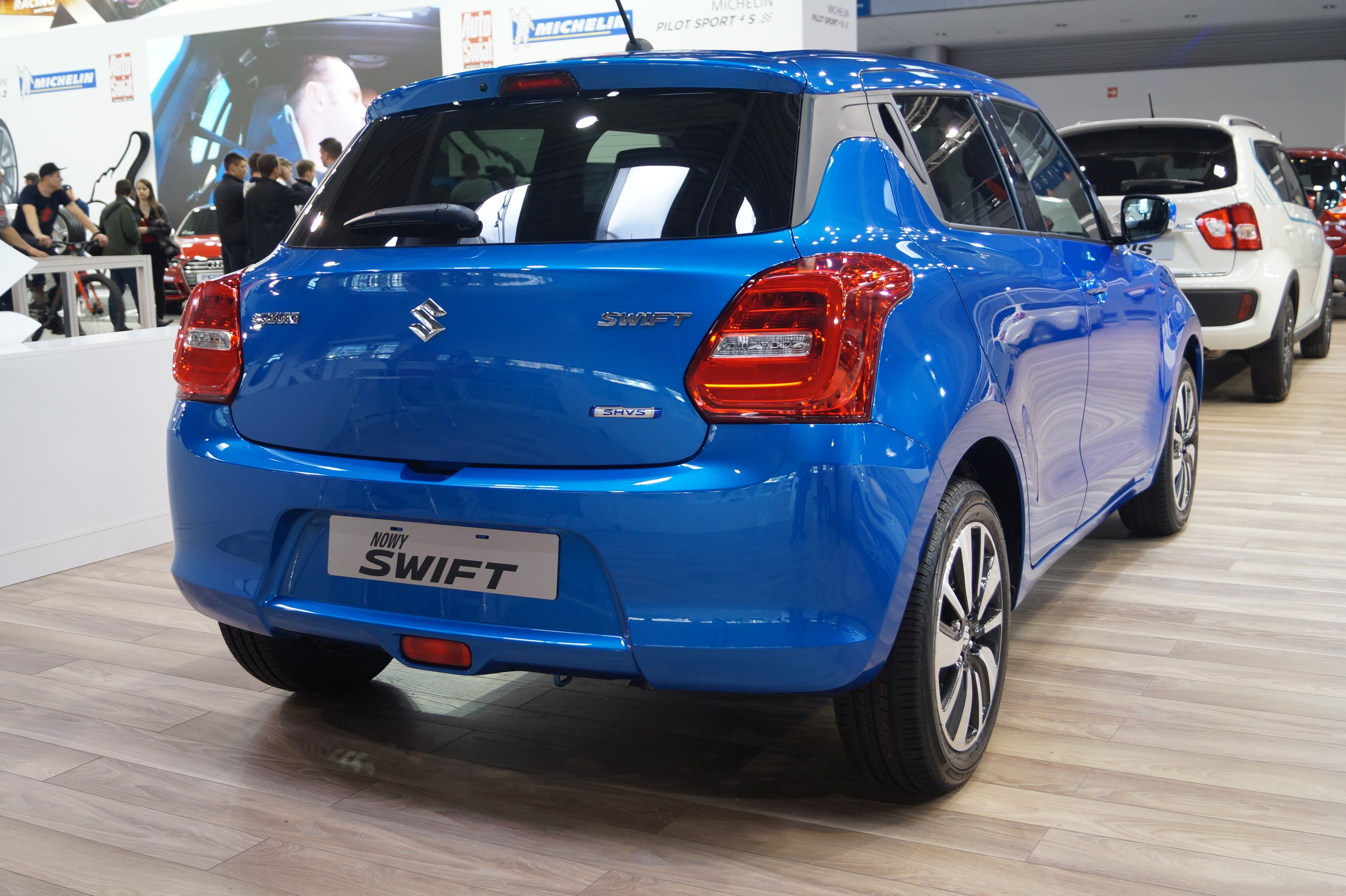
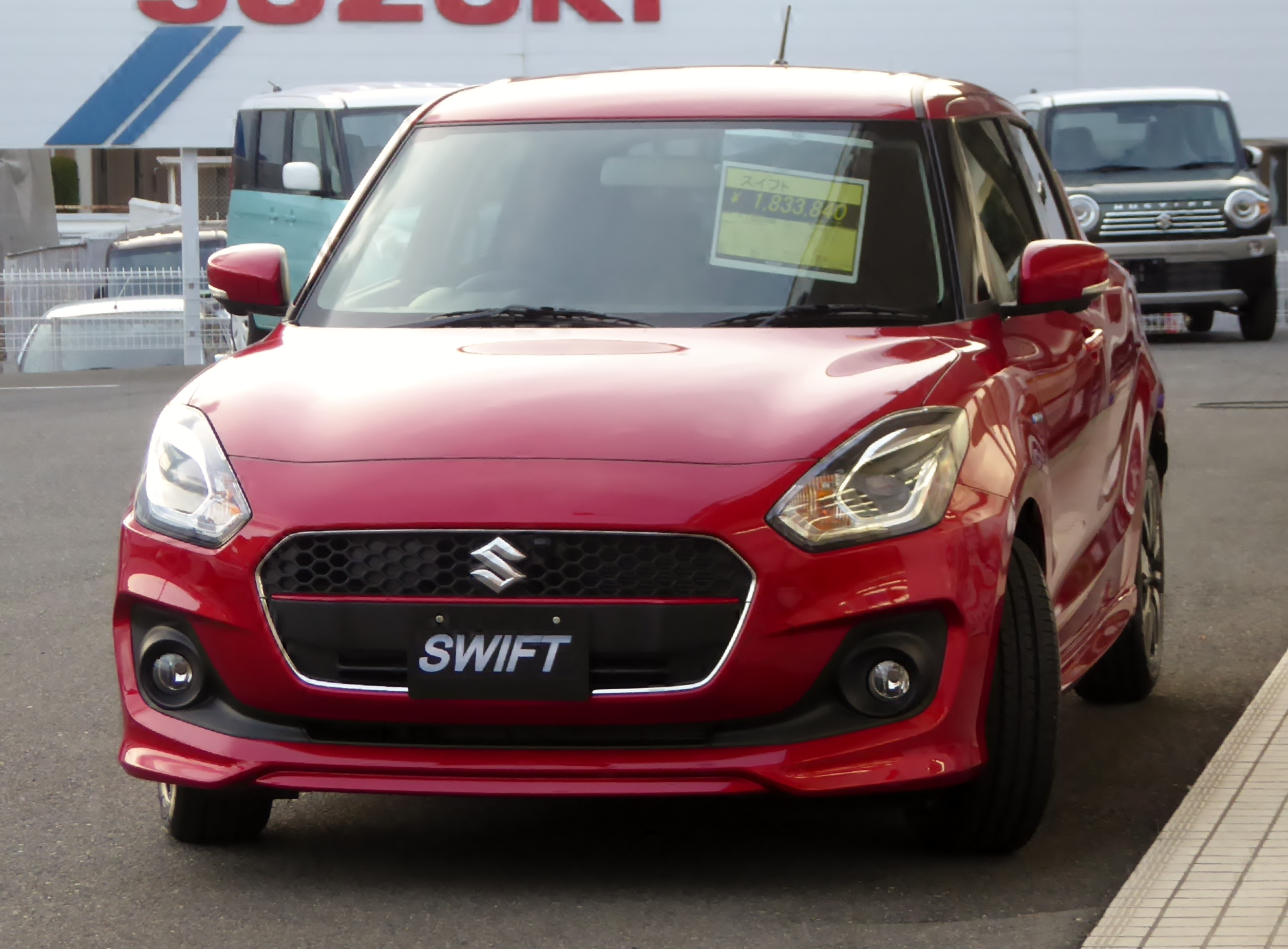
HYBRID RS車型
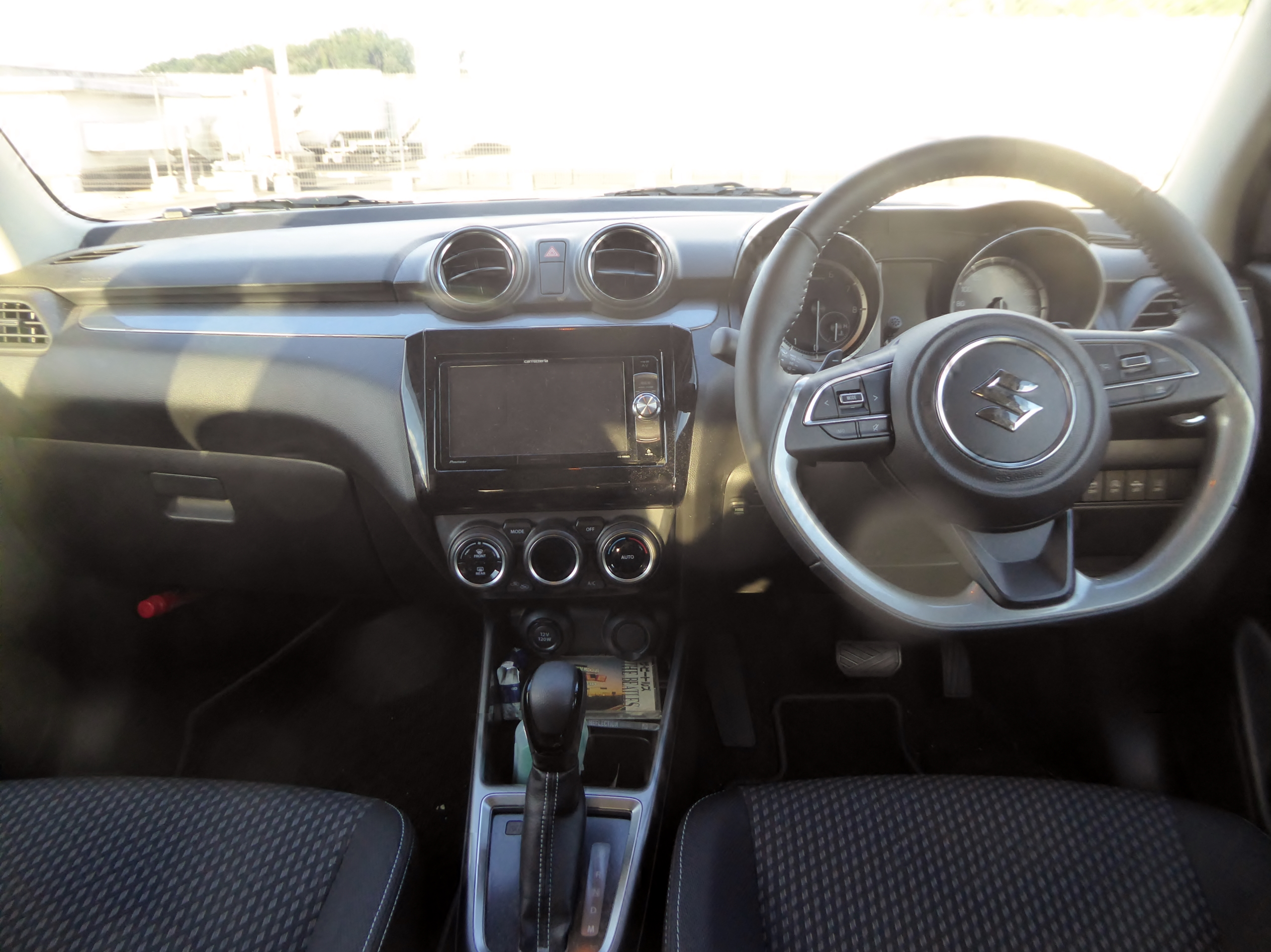
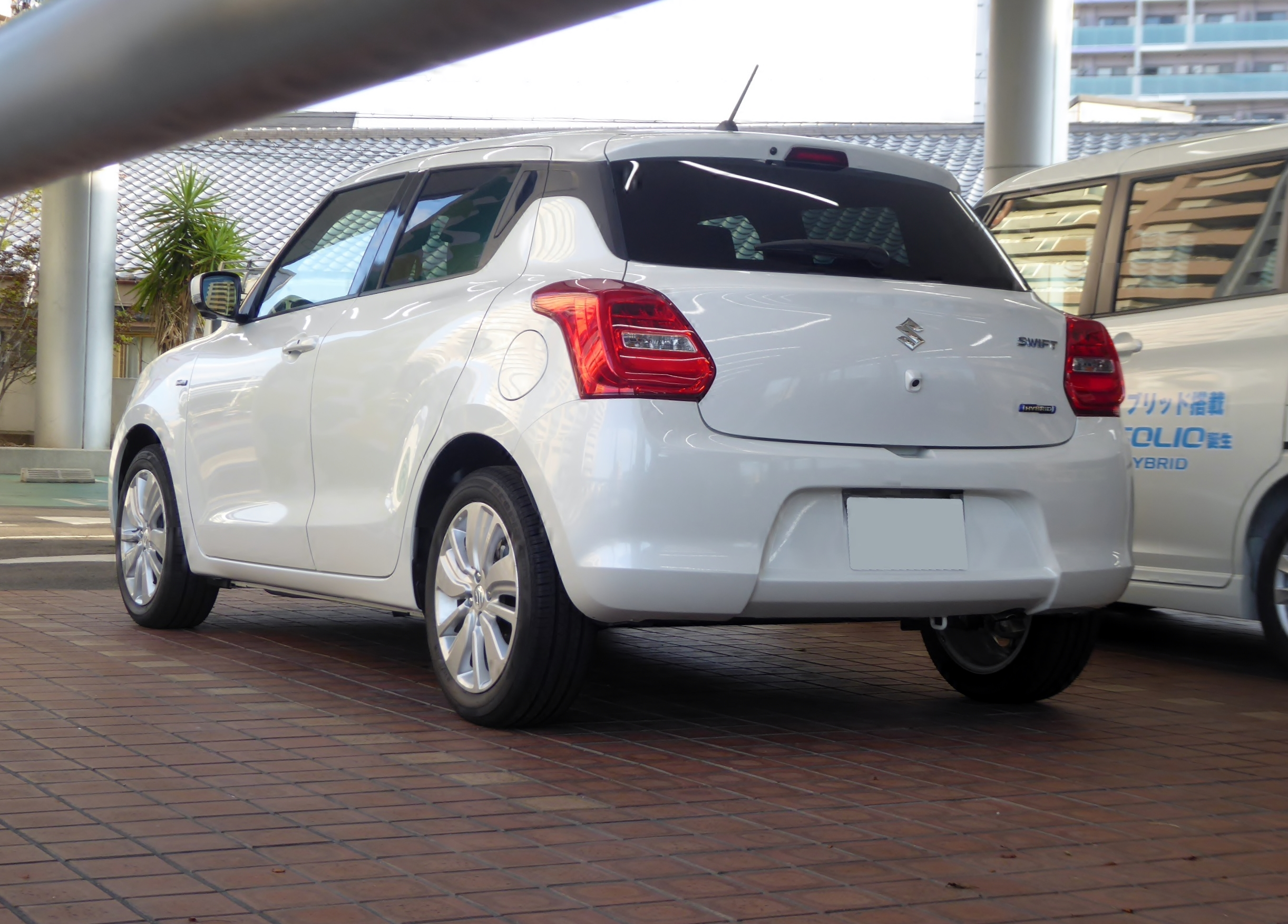
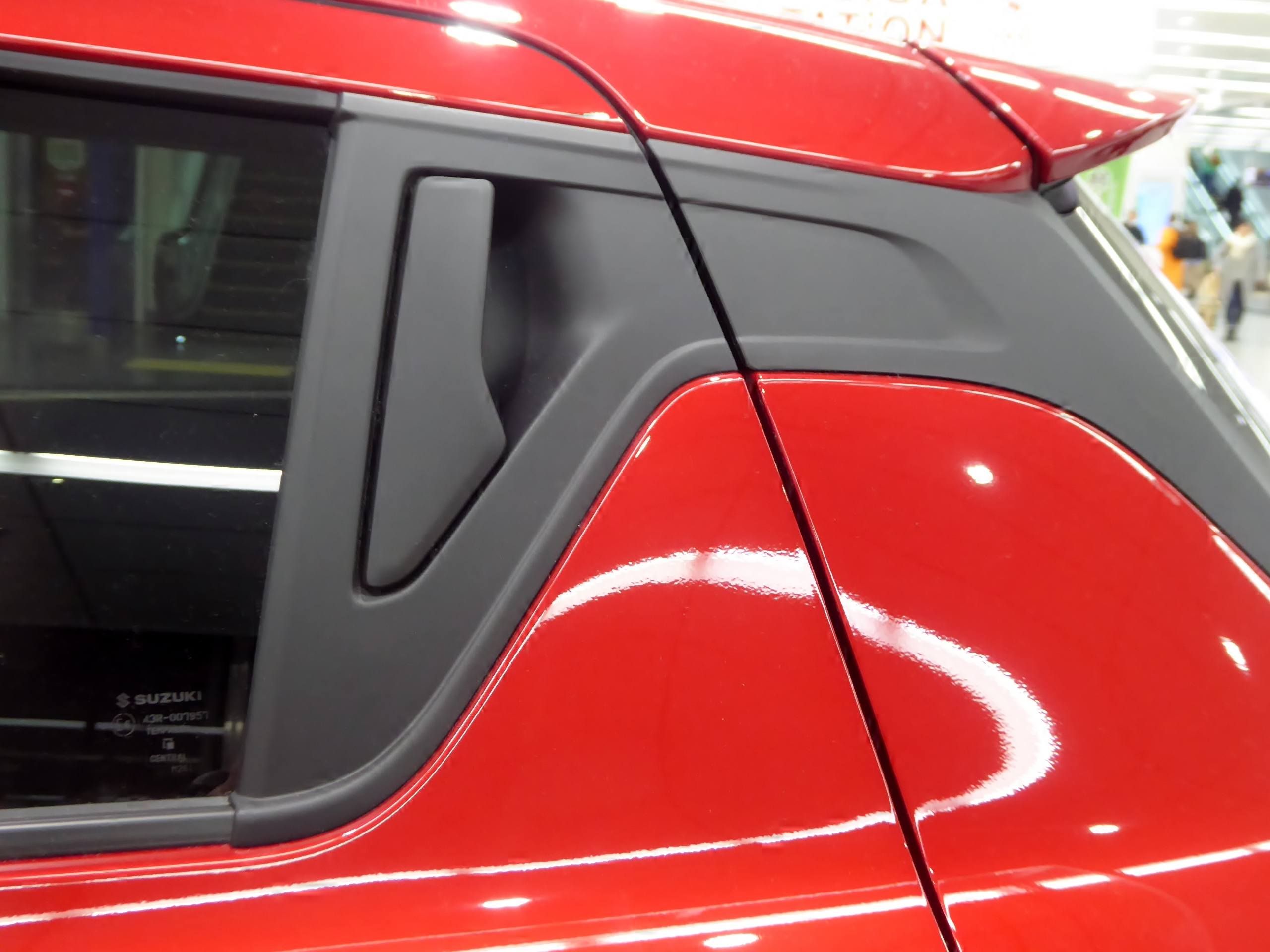
後車門門把設計

#### Sport車型ZC33S系
2017年 - 7月24日原廠在第67屆法蘭克福車展上公開第四代Swift Sport，並預定9月20日在日本率先上市。最大的革新在於搭載1.4L直列四缸DOHC VVT K14C-DITC型渦輪增壓引擎，搭配六速手排或自排變速箱，可輸出最大馬力140ps / 5,500rpm、最大扭力23.4kg･m / 2,500-3,500rpm。油耗表現方面，以日本JC08模式測試，6速手排車型可達每公升16.4公里，6速自排車型則為每公升16.2公里。此外，原廠提供Safety Package進階安全套件的選配方案，可加價選購包含車道偏移防止、車道偏移警示、暴衝加速防止（自排車型）、雙前座側邊氣囊、側邊氣簾、ACC主動式巡航及遠光燈輔助等主被動安全配備；另外還可再增購前、後、左、右等四具攝影鏡頭的環景影像偵測系統。
2020年 - 為了符合歐盟排放標準，主要新增與K14C不同在於改搭載具有48V輕油電科技的動力系統引擎型號K14D，整個系統架構包含代號 K14D 的 1.4 升 Boostjet 渦輪引擎、ISG 整合式啟動馬達發電機，以及一具小型鋰電池模組，同時也擁有比過去更好的 CO2 排放量和油耗表現。
輸出最大馬力調降129.2hp / 5,500rpm、最大扭則提升23.9kg･m / 2,000rpm。油耗表現方面，六速手排車型可達每公升19.5公里，規格與K14C有所不同也只有單一規格六速手排設定。

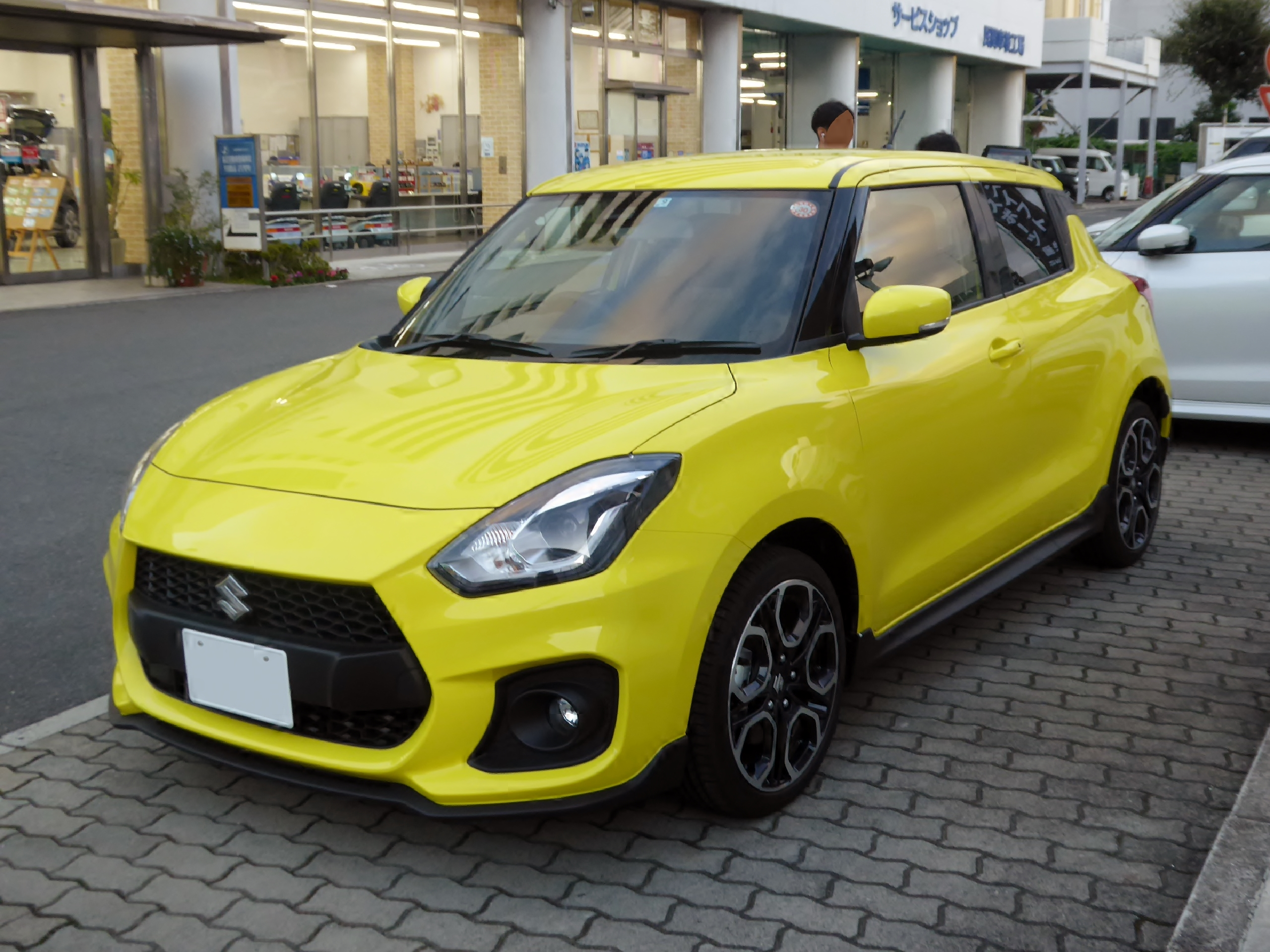
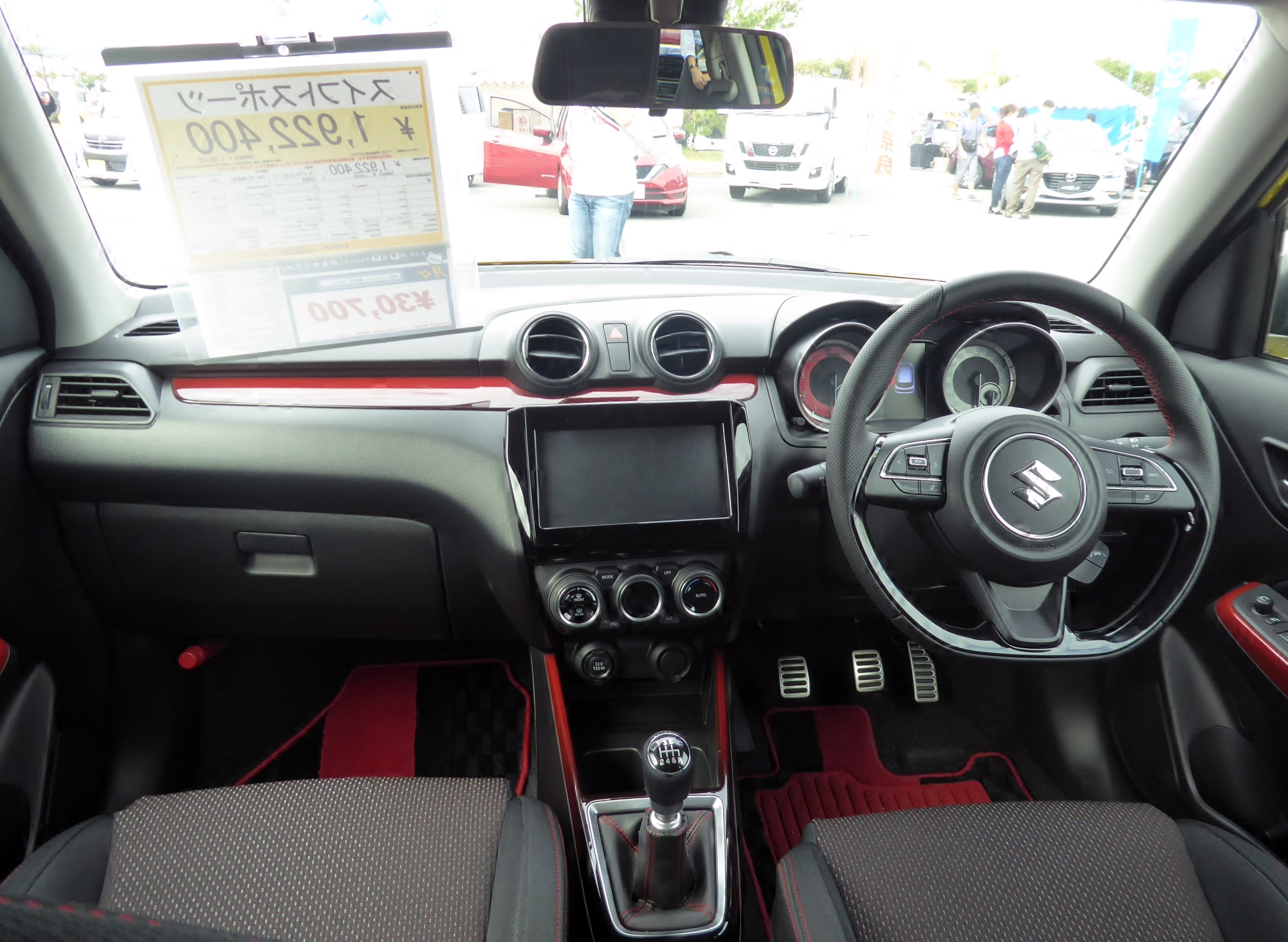
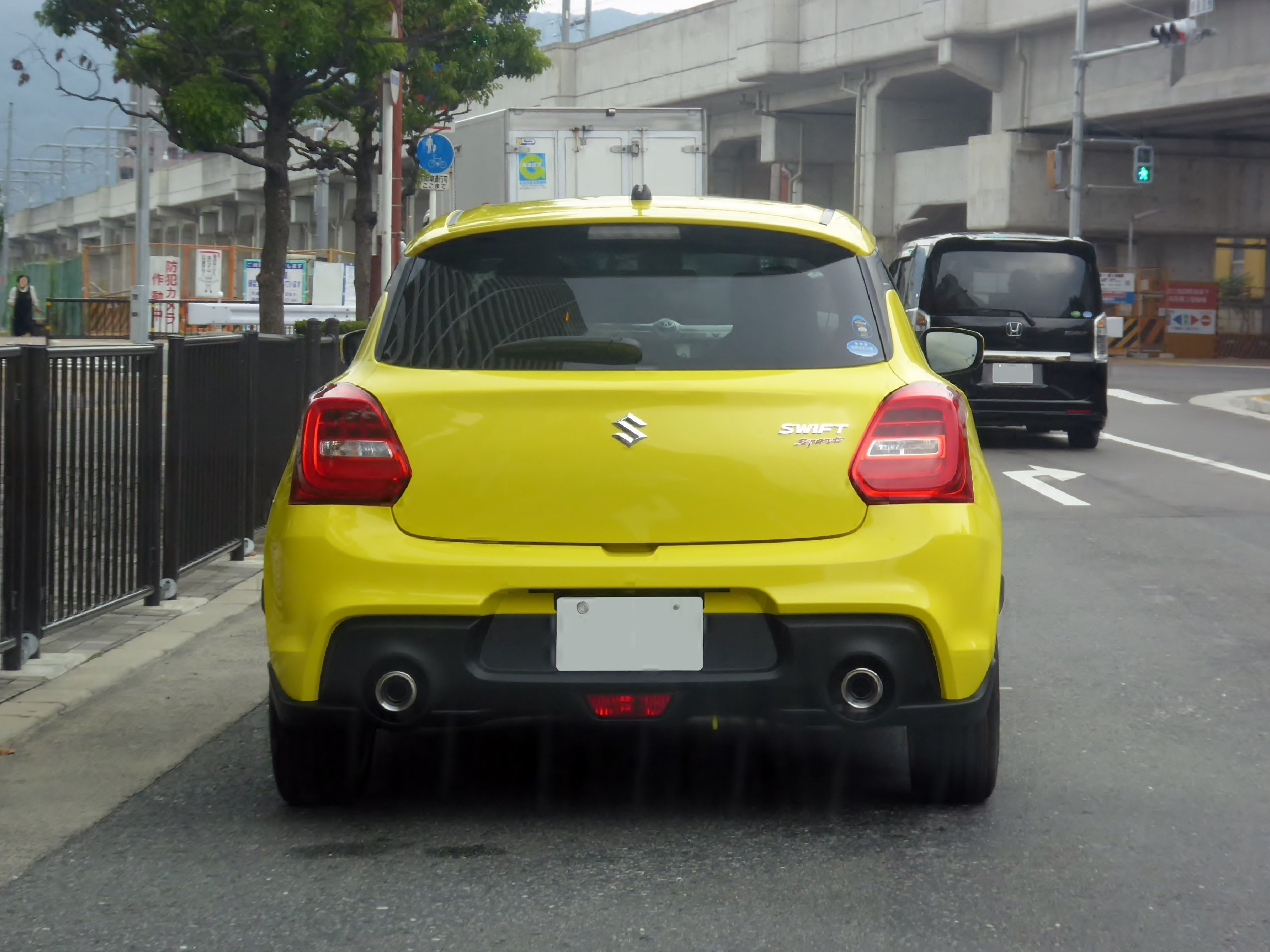
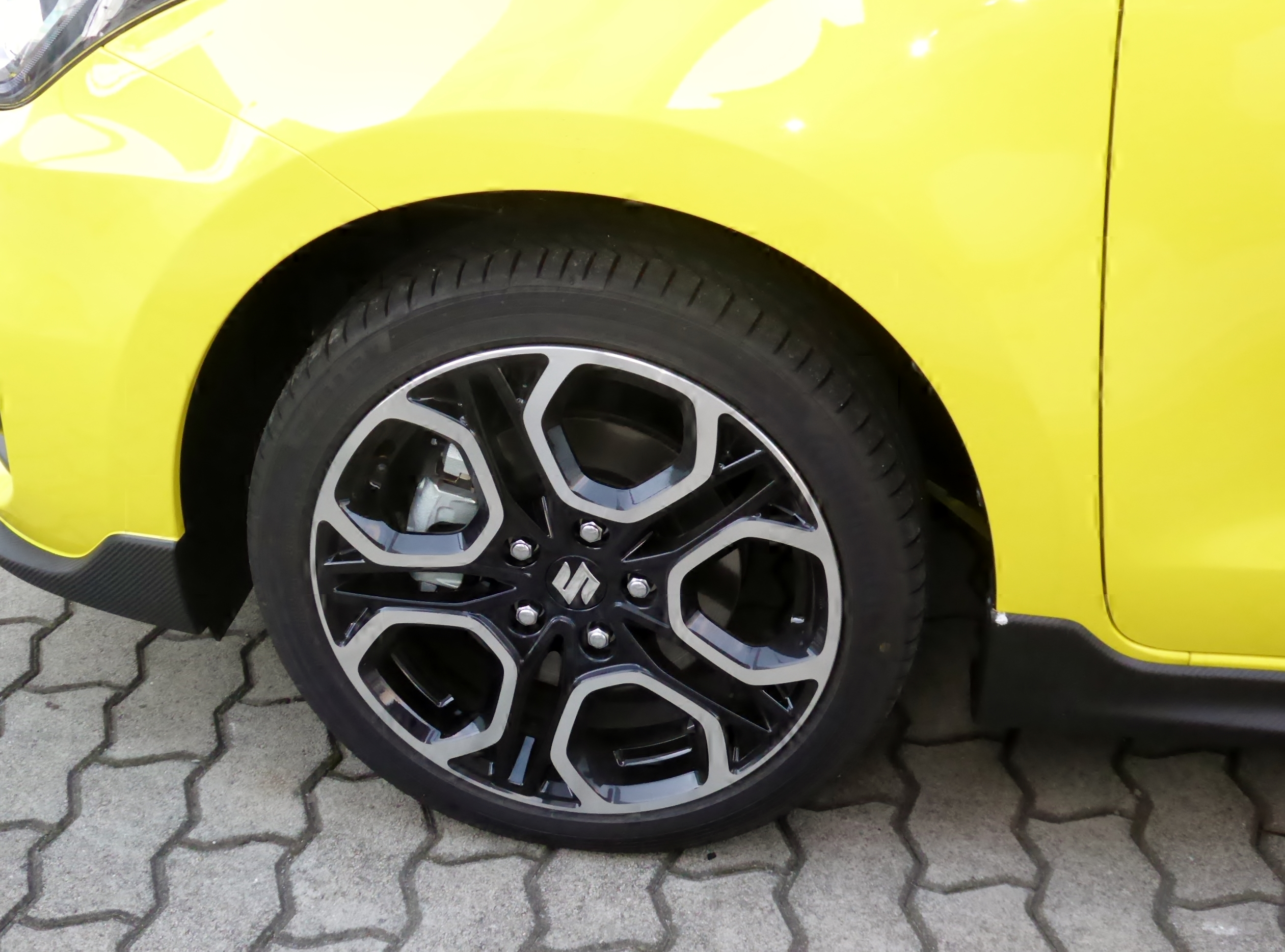

### 第五代（AOL；2023年迄今）

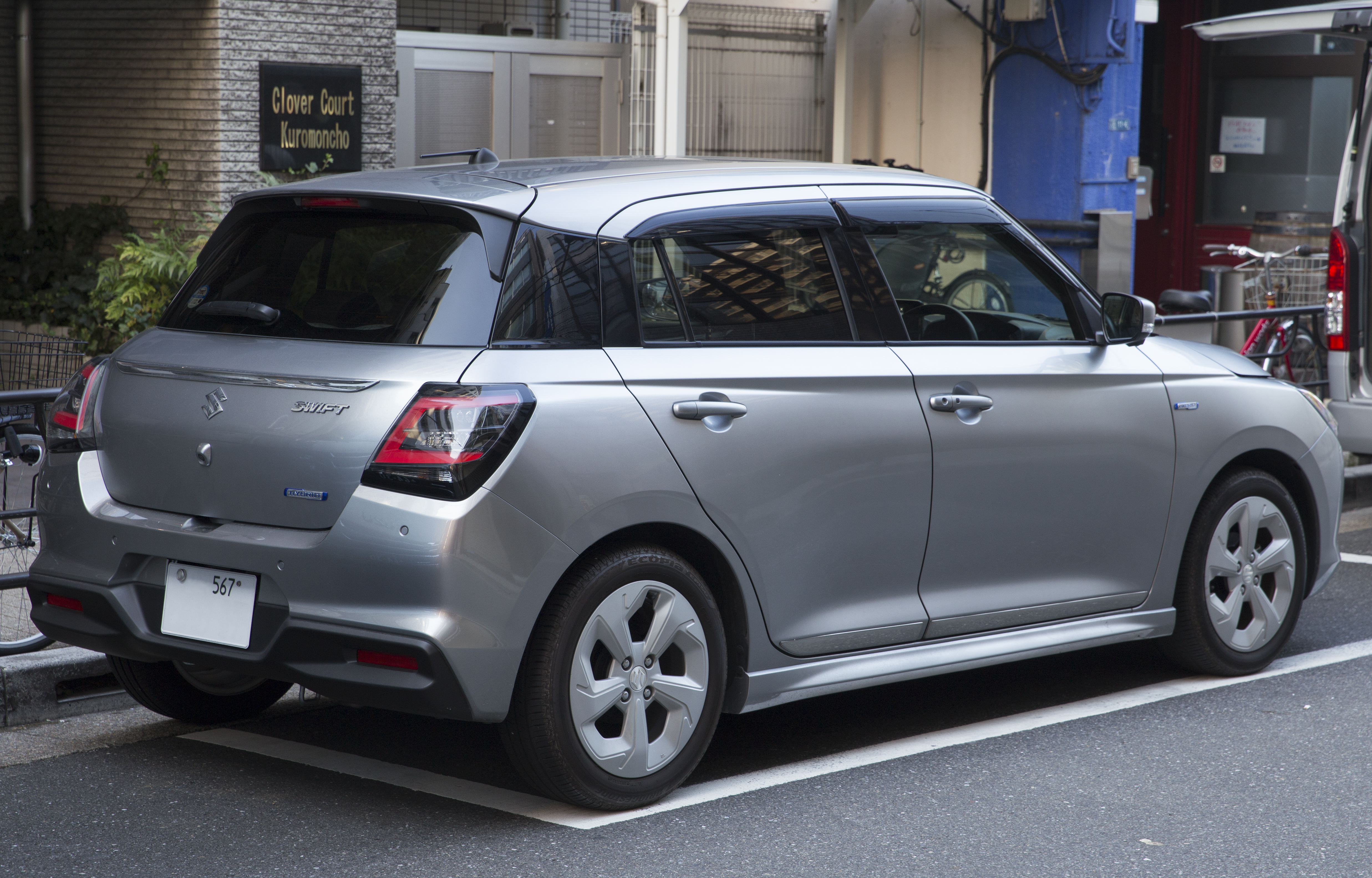
車尾（日本）
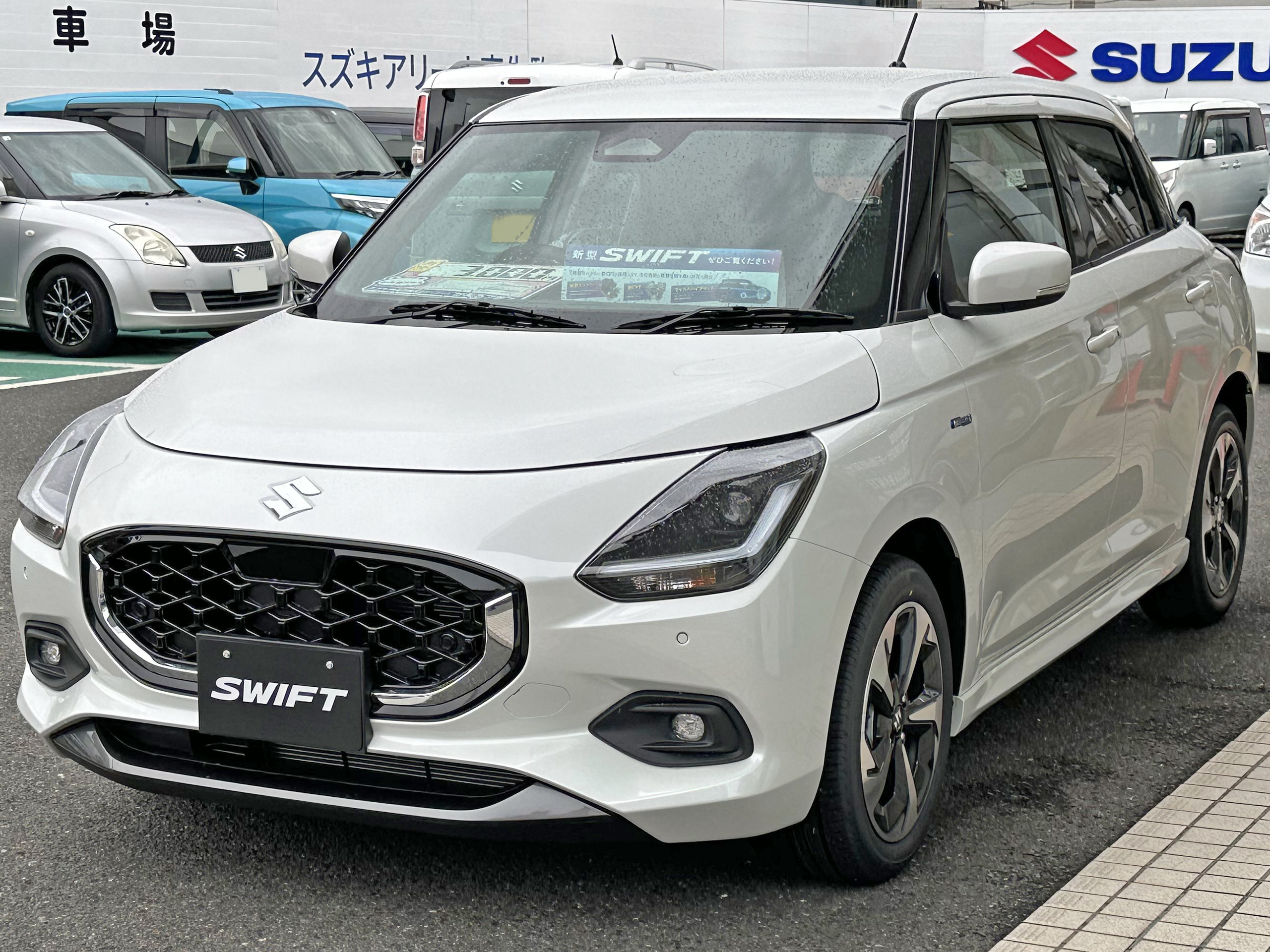
Swift Hybrid MZ （日本）
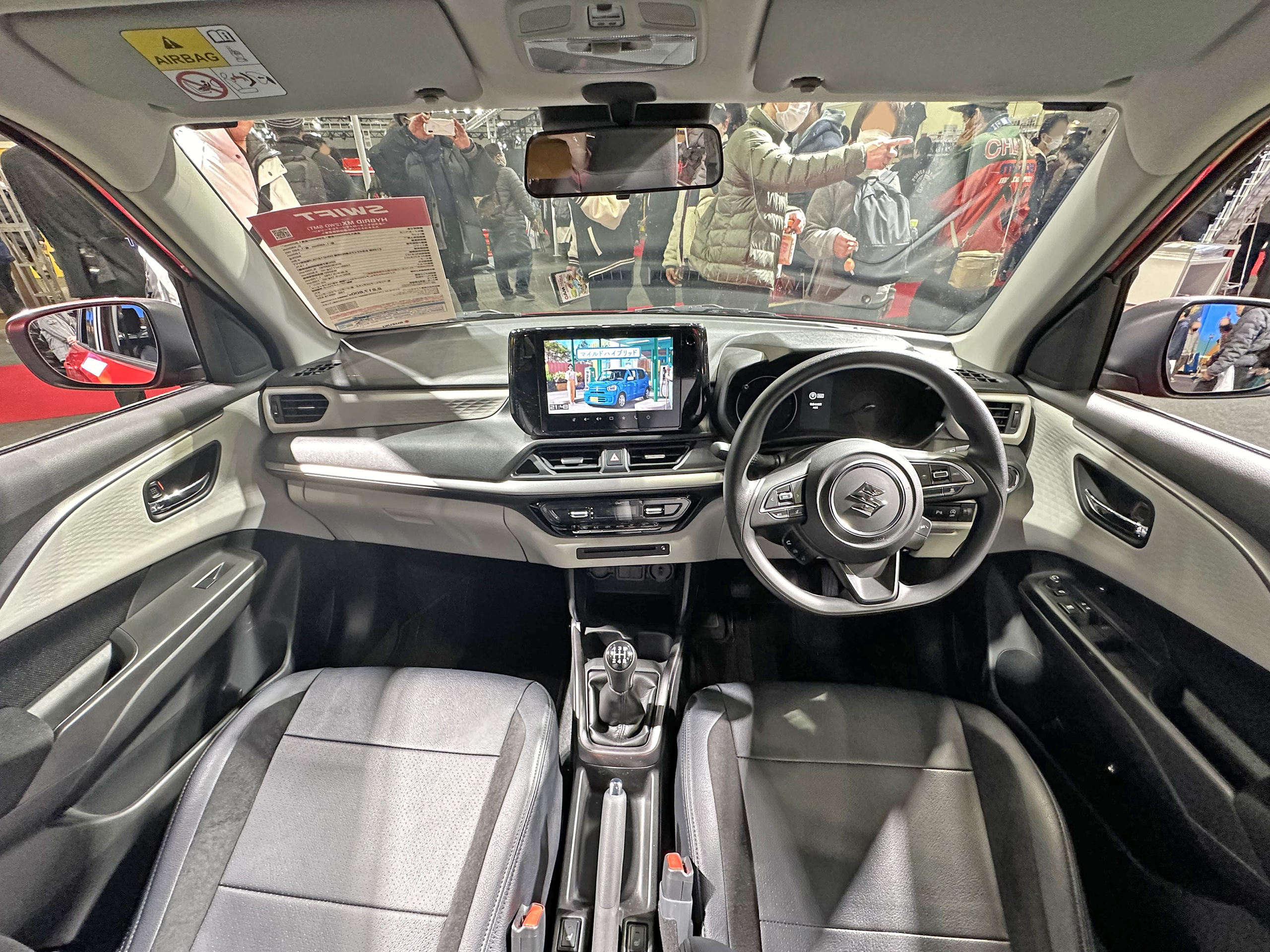
內裝

## 外部連結
- 臺灣官方網站 （页面存档备份，存于）
- 中國官方網站 （页面存档备份，存于）
- 香港官方網站
- （日語）日本官方網站 （页面存档备份，存于）